# Протестное движение в России (2011—2013)
Протестное движение в России 2011—2013 годов (в СМИ использовались также названия: «Болотная революция», «Снежная революция») — массовые политические выступления в России, начавшиеся после выборов в Государственную думу VI созыва 4 декабря 2011 года, продолжавшиеся во время кампании по выборам президента России и после состоявшихся 4 марта 2012 года президентских выборов, на которых Владимир Путин победил в первом туре.
Участники акций заявляли, что выборы сопровождались нарушениями федерального законодательства и массовыми фальсификациями. Одними из основных лозунгов большинства акций были «За честные выборы!» и «Россия будет свободной». Один из символов акций протеста — белая лента, ввиду чего участники выступлений назывались также белоленточниками. Выступления также имели антипутинскую направленность.
Резолюции массовых митингов были поддержаны и либо частично, либо полностью включены в предвыборные программы кандидатов в Президенты РФ 2012 Сергея Миронова, Михаила Прохорова и Геннадия Зюганова.

## Предыстория
По оценке российского политолога и аналитика Кирилла Рогова (2015), первое десятилетие XXI века в российской политической истории представляло собой период относительно мягкого электорального авторитаризма, характеризовавшийся высоким уровнем поддержки режима со стороны населения, политической стабильностью и значительными экономическими успехами.
Как отмечает Рогов, если на протяжении 2000—2010 гг. уровень одобрения Путина в основном колебался в диапазоне 70-85 % (среднее значение — 76 %), то число людей, считающих, что дела в стране идут в правильном направлении, в этот же период колебалось в диапазоне 35 — 50 % (в среднем — 42 %). Таким образом, в большей части периода в среднем треть опрошенных не считала, что дела в стране идут в правильном направлении, но при этом одобряла Путина. Это можно объяснить лишь тем, что эти люди считали политику и ценности, ассоциируемые с фигурой лидера, оптимальными в сложившейся ситуации и оказывали ему априорную поддержку, не связанную с фактическими результатами деятельности.
Максимально высокой поддержкой режима характеризовался период 2007—2008 гг., предшествовавший российскому финансово-экономическому кризису 2008—2010 годов. В результате, в первой фазе кризиса население было склонно возлагать вину за него на внешние факторы (финансовый кризис в США, падение цен на нефть) и сохраняло доверие к путинской системе. Несмотря на существенное ухудшение оценок текущей ситуации в острой фазе кризиса (конец 2008 — начало 2009 г.), уровень поддержки как премьер-министра Путина, так и президента Медведева снизился незначительно. Однако во второй половине 2010 г. индексы ожиданий и текущие оценки экономической ситуации перестали расти, а после того как зимой 2010—2011 гг. всплеск инфляции привёл к ухудшению динамики доходов, текущие оценки ситуации и одобрение Путина снизились на 10 процентных пунктов. С весны 2011 г. положительная динамика реальных доходов и оценок личного материального положения восстановились, стабилизировалась и динамика оценок текущей ситуации, но рейтинг самого Путина продолжал снижаться.
Центральным лозунгом российских протестов 2011—2012 гг. стало требование «честных выборов», продемонстрировавшее, по мнению Рогова, рост «спроса на децентрализацию и подконтрольность власти». Если в предшествующее десятилетие спрос на централизацию и консолидацию полномочий подпитывался страхом перед возвращением в «хаос» 1990-х гг., то уже в ходе президентской кампании 2012 года эта модель почти не сработала: граждане испытывали всё большие сомнения в эффективности централизации, тогда как декларируемые властью угрозы достигнутой стабильности начали утрачивать для них свою значимость.

## Общая информация

Белая лента — один из символов протеста

Первые массовые протестные акции в Москве и Санкт-Петербурге начались вечером 4 декабря 2011 года. Многотысячный митинг прошёл в Москве 5 декабря. 10 декабря акции протеста прошли в 99 городах страны и 42 городах за рубежом. Московский оппозиционный митинг на Болотной площади стал самым массовым за предшествовавшее десятилетие (по другим данным — крупнейшим с начала 1990-х). 24 декабря состоялся ещё более масштабный митинг на проспекте Академика Сахарова в Москве и новые митинги в других городах России. Требования протестующих поддержали многие известные люди, в том числе политики и творческие деятели.

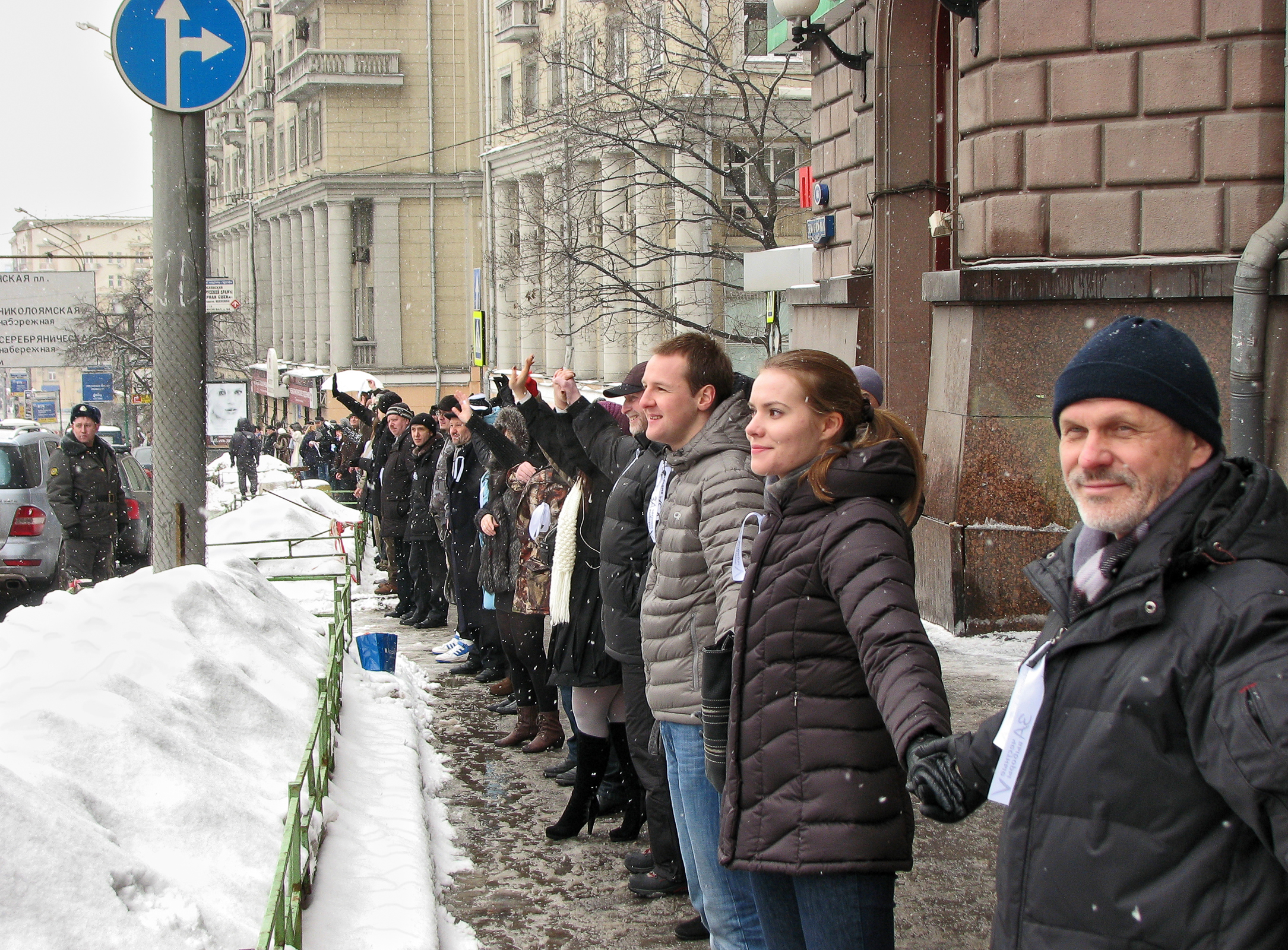
Участники «Большого белого круга» на Земляном Валу

Очередные акции прошли 4 февраля 2012 года. В Москве состоялось шествие по центральным улицам, завершившееся митингом. В конце февраля и в марте 2012 года массовые протесты продолжились. 26 февраля в Москве состоялась гражданская акция «Большой белый круг». Её участники вышли на Садовое кольцо без плакатов и, взявшись за руки, замкнули круг; по оценкам прессы, в акции приняли участие 34 тысячи человек. У многих в руках были белые шарики, к одежде прикреплены белые ленточки.
5 марта (на следующий день после выборов президента России) и 10 марта в Москве прошли митинги с числом участников от 10 до 30 тысяч человек.
События декабря 2011 — марта 2012 года получили наименование «Снежная революция».
Затем, по мнению многих наблюдателей, произошёл спад протестной активности, однако было много локальных акций — гуляния с белыми ленточками по Красной площади в Москве, «десант» наблюдателей на выборы в Ярославль, митинги за пересмотр результатов выборов в Астрахани, шествие с несостоявшимся митингом на Большой Якиманке и Болотной площади 6 мая с числом участников до 70 тысяч, серия акций «Оккупай», «Прогулка с писателями» 13 мая с числом участников до 20 тысяч, митинг 12 июня на проспекте Сахарова.

## Хронология протестов
| Город           | Участники   | дата   | Источник      |
| Москва          | 85-150 тыс. | 10 дек | [ 25 ] [ 26 ] |
| Санкт-Петербург | 25 000      | 25 фев | [ 27 ]        |
| Новосибирск     | 6000        | 10 дек | [ 28 ]        |
| Екатеринбург    | свыше 5000  | 10 дек | [ 29 ]        |
| Томск           | 4000        | 10 дек | [ 30 ]        |
| Самара          | 4000        | 24 дек | [ 31 ]        |
| Екатеринбург    | 2000        | 5 мар  | [ 32 ]        |
| Архангельск     | 2000        | 10 дек | [ 33 ] [ 34 ] |
| Волгоград       | около 2000  | 10 дек | [ 35 ]        |
| Челябинск       | более 1000  | 10 дек | [ 36 ]        |
| Ижевск          | 2000        | 18 дек | [ 37 ]        |
| Пермь           | 2000        | 24 дек | [ 38 ]        |
| Барнаул         | менее 2000  | 10 дек | [ 39 ]        |
| Краснодар       | 1500        | 10 дек | [ 40 ]        |
| Нижний Новгород | 1500        | 10 дек | [ 41 ]        |
| Тюмень          | 1500        | 10 дек | [ 42 ]        |
| Калининград     | 1000        | 7 дек  | [ 43 ]        |
| Владивосток     | 1000        | 10 дек | [ 44 ]        |
| Вологда         | 1000        | 10 дек | [ 45 ]        |
| Уфа             | 1000        | 10 дек | [ 46 ]        |
| Казань          | около 1000  | 24 дек | [ 47 ]        |

### Протесты в Москве 4—6 декабря 2011 года
За месяц до выборов, 4 ноября 2011 года, на «Русском марше» представителями движения «Русские» было объявлено о предстоящей акции протеста, которая должна была начаться в день выборов, когда закроются избирательные участки.
Согласования не было получено. В 21:00 в Москве состоялась акция националистического движения «Русские». Было распространено заявление о непризнании результатов выборов. Наряду с описанием механизмов фальсификаций, происходивших во время выборов, в нём содержался призыв к гражданам создавать органы самоуправления, которые будут отражать народные интересы. Александр Белов объявил о начале кампании «Путин, уходи!». Акция протеста, в которой приняли участие несколько сотен человек, была разогнана ОМОНом. Были задержаны руководители «Русских» Александр Белов и Дмитрий Дёмушкин, Георгий Боровиков, Даниил Константинов, а также несколько десятков националистов. Руководитель запрещённой ДПНИ Владимир Ермолаев был задержан прямо на избирательном участке, где он находился в качестве наблюдателя. Кроме того, в Москве произошли задержания представителей других националистических организаций. По данным полиции было задержано 258 человек.
На следующий день после выборов самым крупным событием стала санкционированная акция движения «Солидарность». Она проходила на Чистопрудном бульваре. Собрала, по разным оценкам, от 2 до 10 тысяч участников. Большинство источников оценивает численность примерно в шесть-семь тысяч человек. По утверждению журналистов изданий «Коммерсантъ» и «Ведомости», это был самый массовый митинг с 1993 года, после которого на Лубянке прошли массовые столкновения протестующих с полицией. В результате проведения акции были арестованы более 300 человек, в том числе Алексей Навальный и Илья Яшин, впоследствии получившие по 15 суток ареста каждый.
Днём 6 декабря в Москву были введены внутренние войска.
Вечером 6 декабря на Триумфальной площади по призыву Эдуарда Лимонова и его сторонников прошла акция с числом участников до 5000. Всего на этой акции было задержано 569 человек, в том числе Борис Немцов и Божена Рынска, против которой впоследствии было возбуждено уголовное дело об оскорблении представителей власти.

### Последующие протесты

#### Декабрь 2011 года. Митинг на Болотной площади

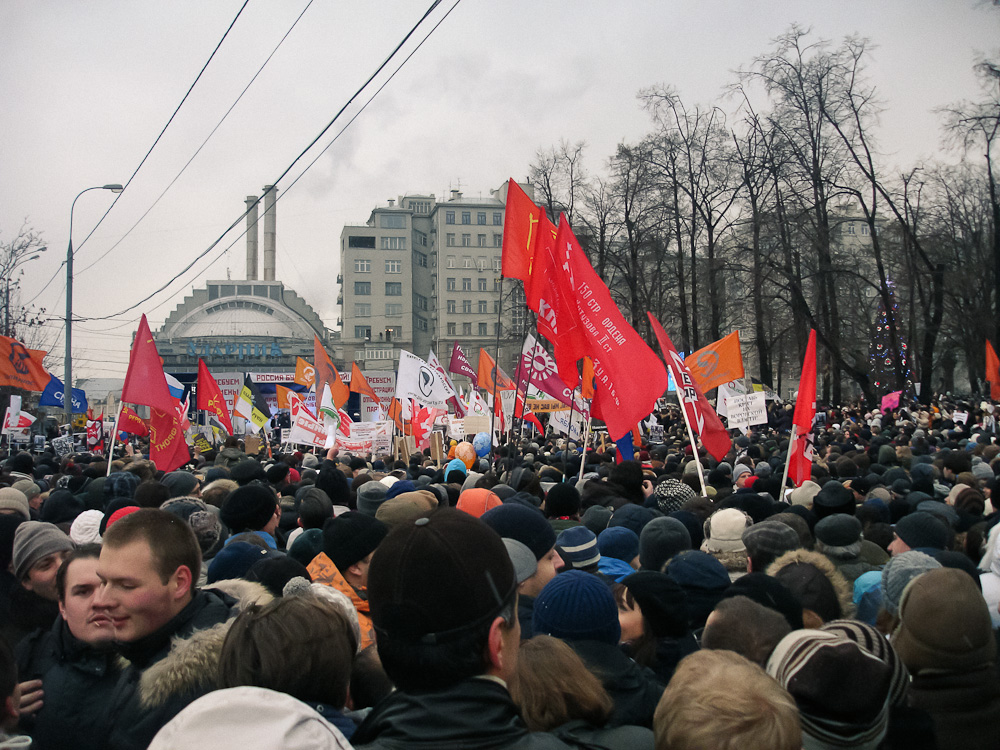
Митинг на Болотной площади в Москве

В декабре прошли многочисленные акции протеста. Среди традиционных митингов имели место и наномитинги. В акциях участвовали жители большинства крупных городов России.
Одним из крупнейших декабрьских митингов стал митинг в Москве на Болотной площади, прошедший 10 декабря. По разным оценкам, он собрал от 25 тысяч до 150 тысяч участников.
Митинг планировали провести на площади Революции, но власти согласовали его проведение на Болотной площади по причине её большей вместимости. Тем не менее, несколько сотен человек во главе с Э. Лимоновым, который обвинял тех, кто призывает идти на Болотную, в «сливе» протеста, собрались и на площади Революции. Центральное телевидение поначалу не освещало происходящие в Москве события, однако после демарша известного тележурналиста Алексея Пивоварова, отказавшегося выходить в эфир НТВ без освещения темы митингов, сюжет о митинге прошёл по НТВ и другим федеральным каналам.
Среди требований митингующих были назначение перевыборов, а также освобождение «политзаключённых» и отставка главы ЦИК Владимира Чурова.
Стало известно, что ФСБ предложила гендиректору социальной сети «ВКонтакте» Павлу Дурову заблокировать пять сообществ и две встречи. Дуров отказался это сделать. После этого его повесткой вызвали для дачи объяснений в прокуратуру Санкт-Петербурга.
15 декабря во время «Разговора с Владимиром Путиным» тема проходящих акций протеста стала первой и основной.
24 декабря 2011 года состоялся крупный митинг на проспекте Академика Сахарова в Москве и серия акций в других городах России. В этот раз митинг собрал ещё больше участников — до 120 тысяч.
| Список ораторов, выступавших на Болотной площади 10 декабря 2011 |
| - Борис Акунин - Евгения Альбац - Дмитрий Быков - Евгения Чирикова - Михаил Делягин - Геннадий Гудков - Олег Кашин - Михаил Касьянов - Евгений Копышев - Константин Крылов - Сергей Митрохин - Борис Немцов - Noize MC - Олег Орлов - Дмитрий Орешкин - Леонид Парфёнов - Григорий Явлинский - Надежда Толоконникова - Владимир Рыжков |

| Список ораторов, выступавших в митинге «За честные выборы!» на проспекте Сахарова |
| - Борис Акунин - Лия Ахеджакова - Дмитрий Быков - Евгения Чирикова - Алексей Гаскаров - Михаил Гельфанд - Гарри Каспаров - Михаил Касьянов - Алексей Кортнев - Константин Косякин - Константин Крылов - Алексей Кудрин - Григорий Мельконьянц - Алексей Навальный - Борис Немцов - Вася Обломов - Леонид Парфёнов - Илья Пономарёв - Владимир Познер - Ольга Романова - Владимир Рыжков - Виктор Шендерович - Василий Шумов - Ксения Собчак - Владимир Тор - Максим Кац - Артемий Троицкий - Сергей Удальцов - Василий Уткин - Илья Яшин - Григорий Явлинский |

#### Январь 2012 года

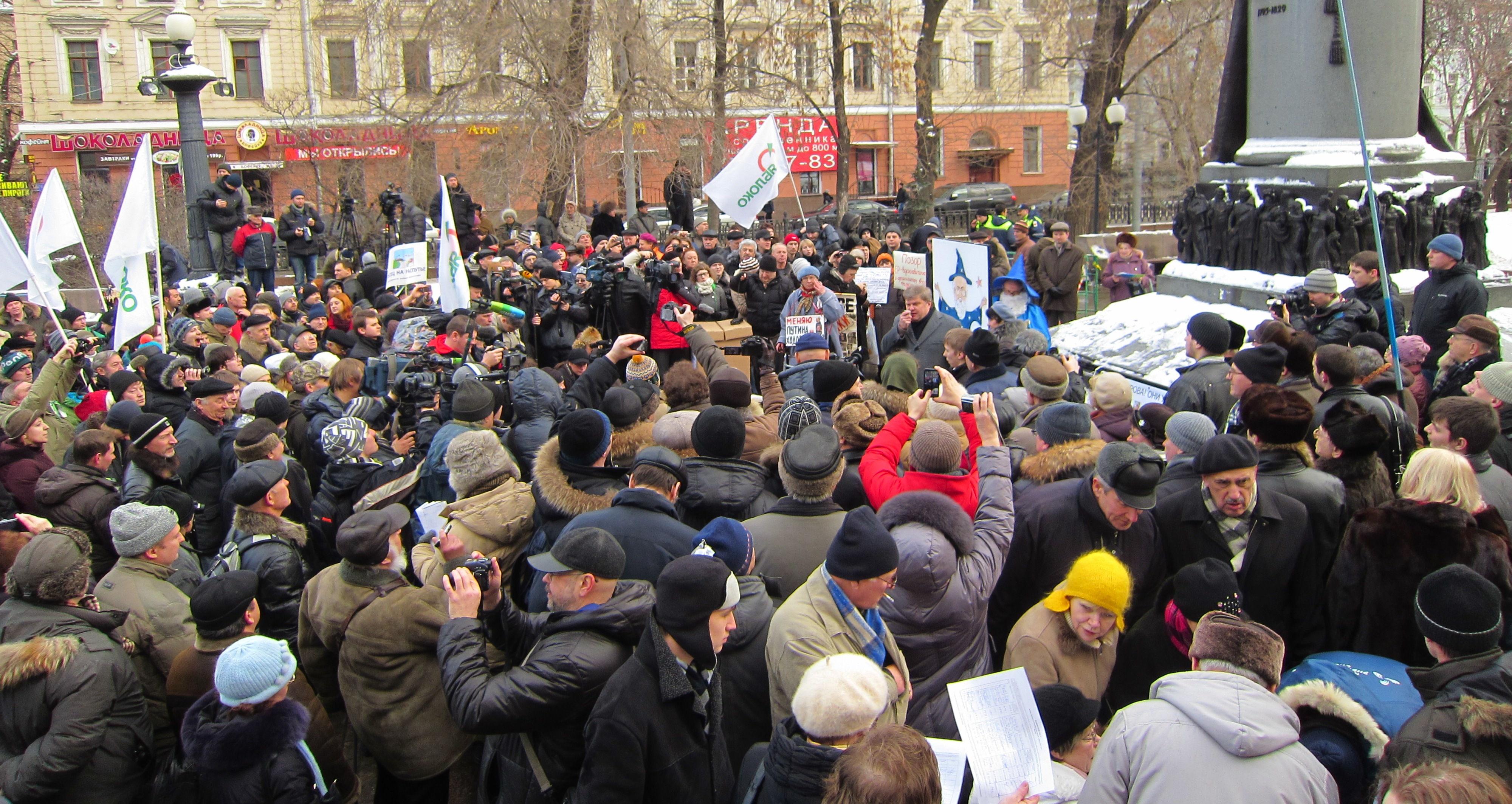
Митинг у подножия памятника Александру Сергеевичу Грибоедову

14 января 2012 года в Москве на Чистопрудном бульваре прошёл митинг, организованный партией «Яблоко». После окончания митинга за превышение заявленной численности сотрудниками полиции были задержаны председатель партии Сергей Митрохин и член партии, организатор митинга, Майя Завьялова. Всего по оценкам участников в митинге приняло участие до 600 человек.

#### Февраль 2012 года

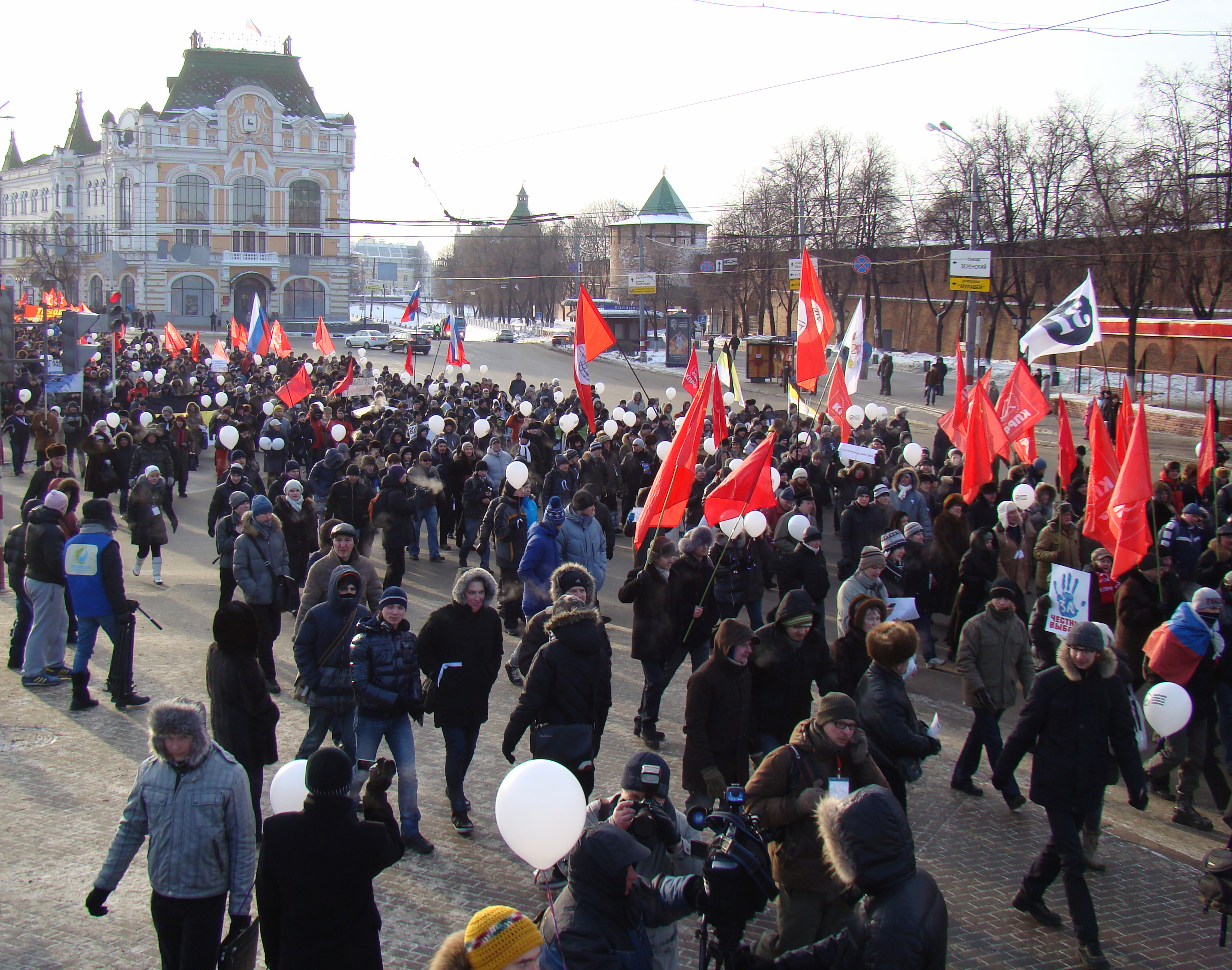
Митинг на площади Минина и Пожарского в Нижнем Новгороде

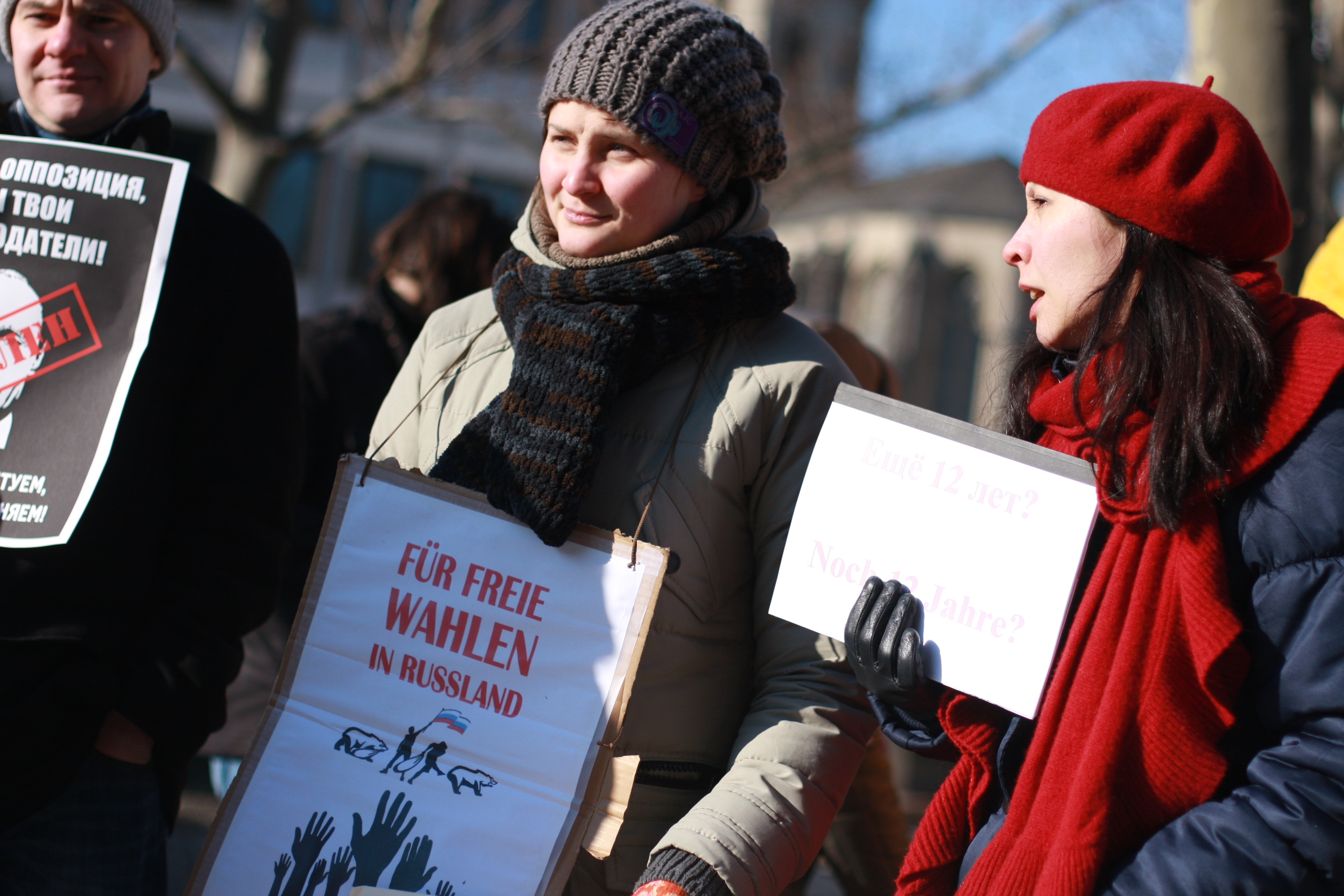
На демонстрации в поддержку оппозиции в России (Германия, Кёльн, 4 февраля 2012 года)

4 февраля 2012 года прошёл один из самых крупных митингов против фальсификации выборов на Болотной площади в Москве. Он собрал от 36 тысяч, по мнению столичного ГУ МВД, до 120 тысяч участников, по версии оргкомитета митинга. По подсчётам программиста Анатолия Каца, в шествии по Большой Якиманке приняло участие 208 тысяч 25 человек. Митинги и шествия прошли более чем в 100 городах России и зарубежья. Один из крупнейших митингов в зарубежье состоялся в Нью-Йорке. Его организаторы — Институт современной России, Русскоязычный общественный совет Манхэттена и Бронкса, Международная ассоциация советских политзаключённых и жертв коммунистического режима, Фонд генерала Петро Григоренко, Комитет «За демократическую Россию» и др.; в числе выступавших — Павел Ходорковский, Наталья Пелевина, Александр Болонкин, Дмитрий Глинский, Мария Гайдар, Александр Гольдфарб и др. Были зачитаны обращения к участникам от Григория Явлинского и Ольги Романовой.

##### «Антиоранжевый митинг»
| Список ораторов выступавших на Поклонной горе 4 февраля 2012 |
| - Сергей Кургинян - Максим Шевченко - Татьяна Тарасова - Анатолий Вассерман - Николай Стариков - Михаил Леонтьев - Валентин Лебедев - Наталья Нарочницкая - Эдуард Багиров - Йохан Бекман - Александр Дугин - Александр Проханов - Егор Холмогоров - Владимир Долгих |

Одновременно с митингом «За честные выборы» широкая коалиция его противников, лидером которой был Сергей Кургинян, организовала «Антиоранжевый митинг» на Поклонной горе. По словам организаторов, основной его задачей было создать противовес митингу на Болотной площади, который критиковался ими как подготовка к «оранжевой революции». В митинге, по разным оценкам, приняли участие от 50 до 138, по версии столичного ГУ МВД, тысяч человек. В поддержку антиоранжевого митинга прошли митинги в Перми, Омске, Воронеже, Кургане, Ростове-на-Дону, Курске и ряде других городов. Ряд СМИ сообщил, что некоторых людей, главным образом сотрудников государственных предприятий, заставили участвовать при помощи административного давления, а также оплачивали участие в нём. Штраф за превышение числа участников митинга выплатил Владимир Путин.

#### Март 2012 года
5 и 10 марта 2012 года в Москве прошли два митинга, каждый из которых собрал, по разным оценкам, от 10 до 30 тыс. человек. Митинг на Пушкинской площади был разогнан ОМОНом. Была разогнана и акция «Другой России» на Лубянской площади и митинг оппозиции в Петербурге. Накануне апрельских акций МВД заявляло, что протестующие готовились к «столкновениям с полицией», для координации которых якобы должны были использоваться подставные журналисты.

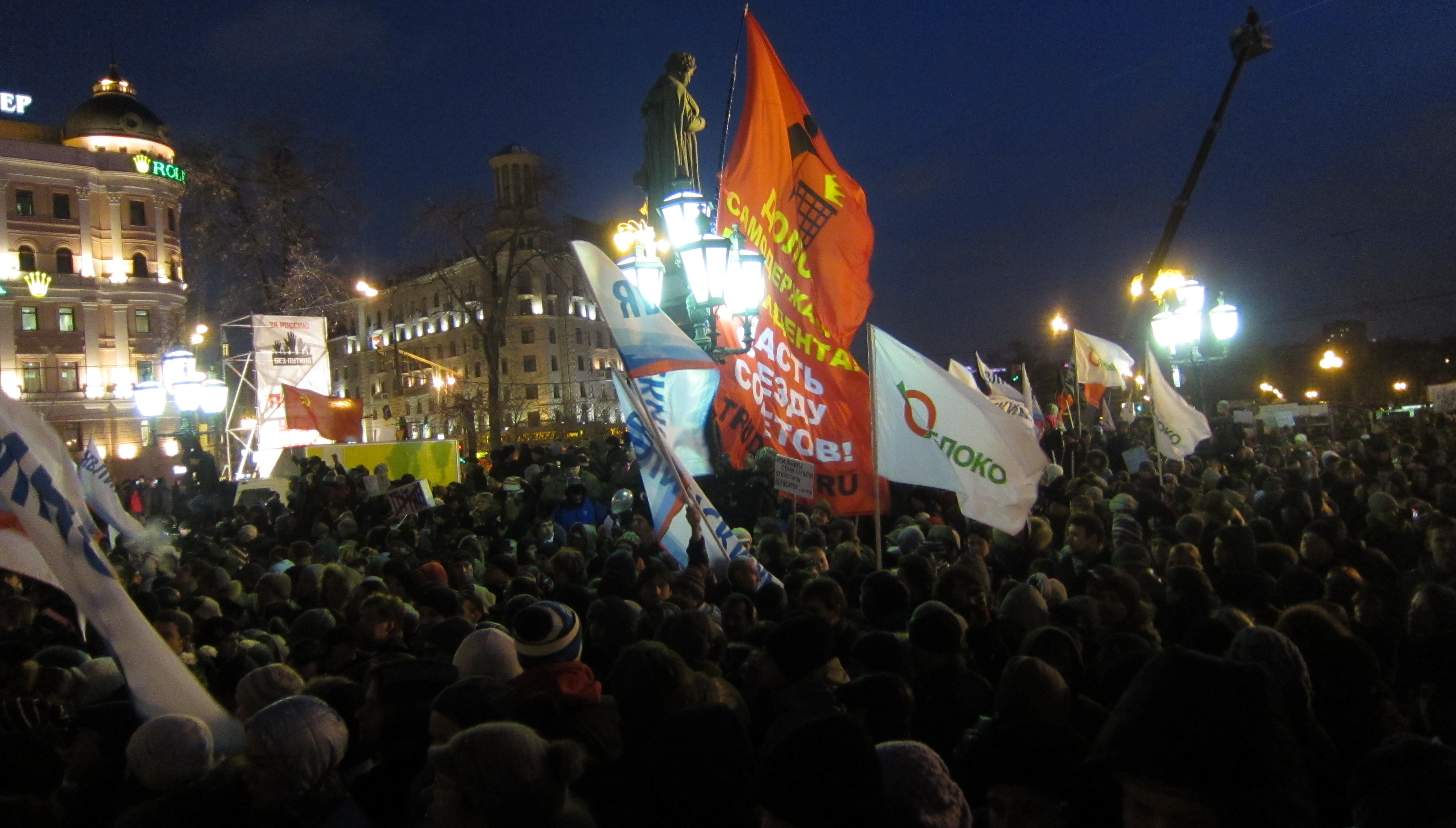
Митинг на Пушкинской площади 5 марта 2012 года

17 и 18 марта в Москве прошла серия акций, в частности, в защиту политзаключённых и против телеканала НТВ. Марш и митинги за честные выборы прошли 24 и 25 марта в Петербурге, в них участвовало до 3 тысяч человек. 18 и 25 марта полиция в Москве задерживала гуляющих граждан с белыми ленточками на Красной площади и рядом с ней. Протестные митинги прошли также в Ростове-на-Дону, Новосибирске, Омске, Барнауле, Томске, Нижнем Новгороде, Архангельске, Туле, Костроме, Воронеже, Екатеринбурге.

#### Апрель 2012 года
В воскресенье 1 апреля 2012 года граждане подошли к Красной площади для проведения флешмоба «Белая площадь», однако полиция закрыла ворота на площадь и задержала более 20 человек. Через неделю, 8 апреля, в центре Москвы прошли флэшмобы «Белое метро» и «Белая площадь». В этот раз полиция почти не препятствовала участникам, но задержала троих человек, поставивших на Красной площади палатку.

#### Май 2012 года

##### «Марш миллионов»

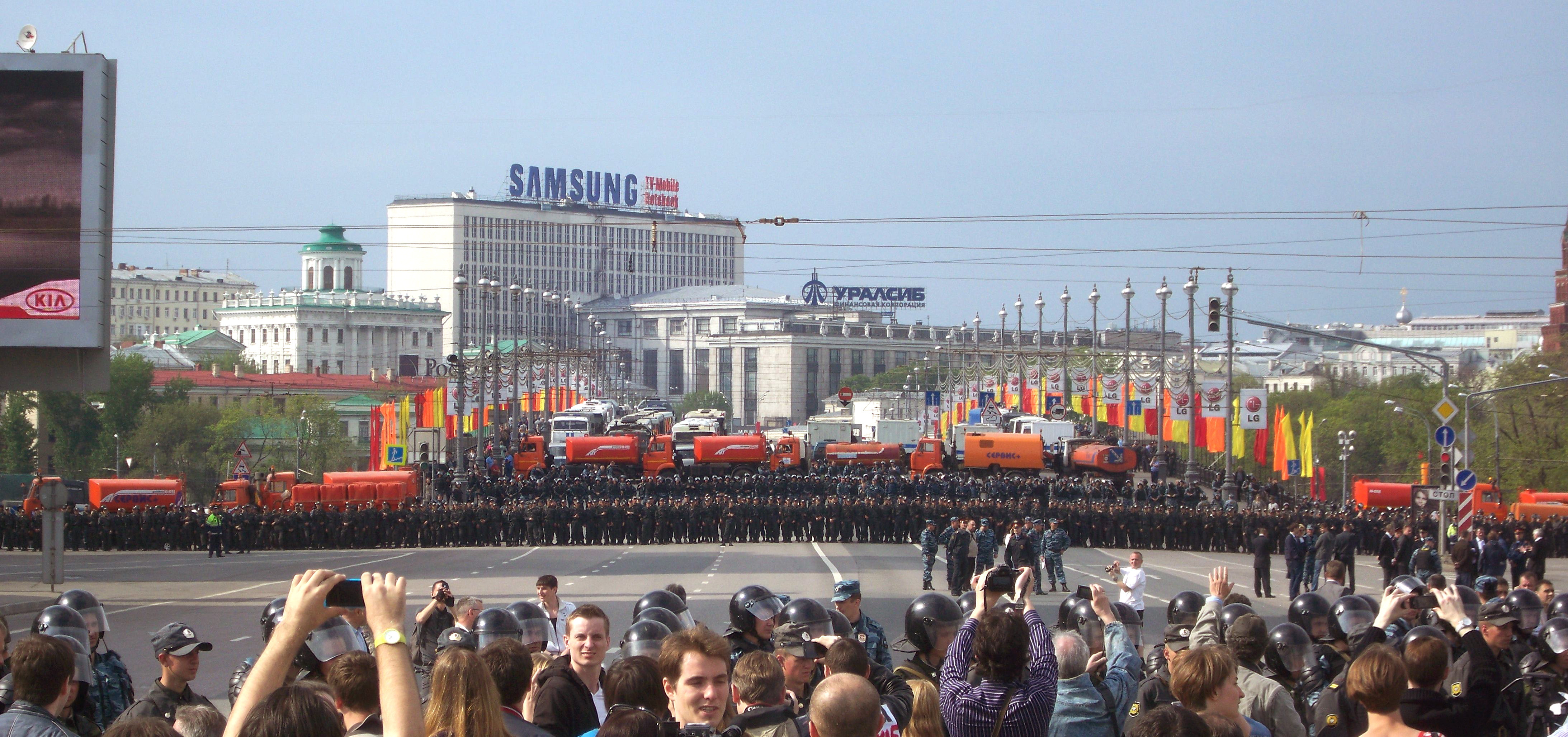
Полицейские кордоны на Большом Каменном мосту 6 мая 2012

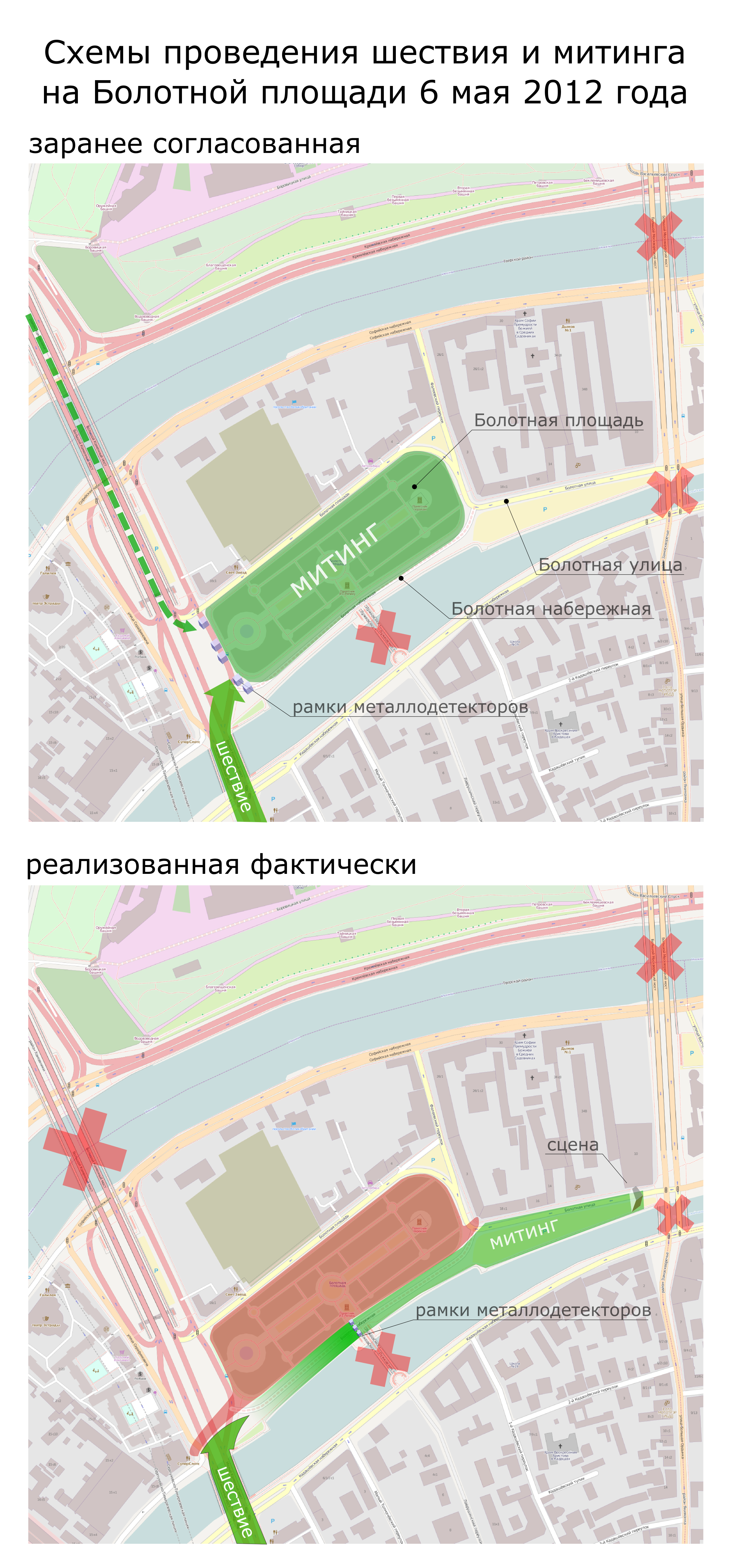
Схемы марша (план и фактическая)

6 мая в Москве прошла акция, называемая «Народный марш», «Марш миллиона» или «Марш миллионов», для выражения протеста против инаугурации Владимира Путина. Маршрут — от Калужской площади до Болотной площади. Главным организатором этого мероприятия был Сергей Удальцов. Оргкомитет прошлых митингов оппозиции закончил свою работу. Кроме того, на этот раз на митинг не собирали деньги в электронный кошелёк Ольги Романовой, как это было ранее.
На фоне подготовки к шествию звучали сомнения в его численности и обвинения в угасании и «сливе протеста»; сами организаторы и их помощники в этот раз почти не занимались уличной агитацией. Лента.ру сообщала, что подготовка к «Маршу миллиона» велась вяло.
После ряда отказов в согласовании всё же удалось согласовать шествие и митинг.
На акцию приехали участники из других городов России. За несколько дней до мероприятия силовики в ряде городов старались препятствовать движению автобусов и поездов с оппозиционерами вплоть до объявления полной эвакуации вокзалов. По меньшей мере, более тысячи человек со всей России так и не смогли приехать в Москву. По информации радио «Эхо Москвы» предполагаемых участников снимали с поезда в Уфе, Ельце, Астрахани, Петербурге. Лента.ру отмечала, что подобные мероприятия практиковались против Марша несогласных.
В день акции в ходе её подготовки со ссылкой на гражданских активистов сообщалось, что полиция не давала начать монтаж сцены. Полиция якобы не пропускала на Болотную площадь грузовик (машины), из которого собирались монтировать сцену для акции.
Участники прошли шествием по Большой Якиманке, но на подходе к Болотной площади напротив кинотеатра «Ударник» возник конфликт с полицией из-за того, что властями была нарушена ранее согласованная и утверждённая схема проведения массового мероприятия, опубликованная за день до этого на сайте ГУ МВД России по городу Москве и растиражированная накануне информационными агентствами. Удальцов и Алексей Навальный объявили на мосту перед полицейским оцеплением «сидячую забастовку». После того как среди собравшихся на мосту демонстрантов стали раздаваться призывы пойти на прорыв полицейского оцепления, Удальцов, Навальный и Немцов покинули мост и в сопровождении журналистов и охраны беспрепятственно прошли к согласованному месту проведения митинга, где через некоторое время были задержаны.
В аналитической статье Лента.ру сообщила, что «таких масштабных уличных боёв Москва не видела лет двадцать, а может и больше». На следующий день в своём новостном выпуске российская радиостанция «Эхо Москвы» заявила: «Участники акции уверяют, что стражи порядка применяли силу без предупреждения, били людей дубинками и ногами, рвали одежду и бесцеремонно швыряли в автозаки. В полиции, впрочем, все это называют мерами к вытеснению граждан с площади. В результате вытеснений было задержано почти 450 человек, а столичному управлению МВД пришлось опровергать появившиеся в интернете сообщения о погибших. Официально есть лишь пострадавшие, из которых 30 полицейские. Что же касается задержанных, то большинство из них, по официальным данным, уже отпущены». Среди отпущенных был и Борис Немцов.
За медицинской помощью обратились 40 участников оппозиционной акции. Во время событий на «марше миллионов» пострадали 29 сотрудников правоохранительных органов, четверо были госпитализированы. Всего, по официальным данным, были задержаны 436 человек (по данным активистов оппозиции, которые составили свой список задержанных, — около 650 человек).
Материальные потери понесли бойцы ОМОНа: 23 каски, 13 бронежилетов, 29 резиновых дубинок, 7 щитов, 4 противопожарных ковра, 2 электромегафона, 6 радиостанций, 3 пояса, 19 противогазов, 12 наручников. Протестующие срывали с полицейских каски и кидали в Водоотводный канал. Официально подтверждена гибель одного человека — фотографа, который сорвался с балкона дома № 35 по Большой Якиманке.
По данным ГУ МВД по Москве, на Калужской площади собрались около восьми тысяч человек. Илья Яшин сообщил о 100—120 тысячах человек. Лента.ру сообщала, что в блогах писали о 30 тысячах участников акции. Геннадий Гудков, выступая 15 мая в Госдуме, заявил о 50-60 тысячах, сославшись на свой опыт подсчёта людей на митингах. Всего для обеспечения порядка на Болотной площади было задействовано 12 759 сотрудников правоохранительных органов.
Гарри Каспаров назвал действия полиции провокацией: «Никто цепи омоновские не прорывал, никто в сторону Каменного моста не направлялся. Сразу стало ясно, что именно этой провокации и ждут. Волнения и насилие спровоцированы, конечно, действиями полиции, наглыми действиями совершенно, когда они всячески пытались не дать провести мероприятие, которое по факту было согласовано». «Могли бы уж соблюсти хоть чуть-чуть, минимум приличия и ждать до половины восьмого, потому что никто от маршрута не уклонялся, никто ничего не прорывал. Внутри маршрута люди захотели остаться на повороте, который выходит на Болотную. Разгоны и избиения начались гораздо раньше».
Реакция
В связи с беспорядками были возбуждены уголовные дела по части 3 статьи 212 (призывы к массовым беспорядкам) и части 1 статьи 318 УК РФ (применение насилия в отношении представителя власти).
Михаил Касьянов заявил, что «протесты должны быть продолжены», а «власть преднамеренно или по безалаберности и халатности устроила провокацию, резко ограничив доступ участников „Марша миллионов“ на Болотную площадь. Очевидно, конечной целью сегодняшних действий властей было создать в глазах общества мнение о том, что оппозиционеры — безответственные бузотёры».
6 мая пресс-секретарь Путина Дмитрий Песков заявил, что полиция действовала мягко, а он хотел бы, чтобы она действовала жёстче.
Конгресс США и Freedom House осудили репрессии против российской оппозиции.
8 мая депутат Госдумы от фракции «Справедливая Россия» Илья Пономарёв спросил у Дмитрия Пескова, «не перебрал ли он лишнего, когда сказал на „Дожде“ о том, что полиции надо было действовать жёстче 6 мая». По словам Пономарёва, Песков заявил, что надо было размазать печень митингующих по асфальту. 10 мая Дмитрий Песков подтвердил свои слова про печень и назвал сборище на Чистых прудах незаконным, пообещав, что полиция его разгонит.
10 мая сообщалось, что фракции Справедливой России и КПРФ в Госдуме готовят постановление с требованием расследовать применение силы со стороны полиции во время так называемого Марша миллионов 6 мая и в последующие дни. Пресс-служба фракции КПРФ в Государственной думе сообщила: «6 мая в Москве полиция дубинками и слезоточивым газом разогнала мирную демонстрацию. Причём, полицейские особо не церемонились. На этом видео полицейские волокут по асфальту беременную женщину, другой держиморда пинает её прямо в живот.».
Позже, в ходе расследования ситуации несколькими новостными агентствами, в частности, Lifenews и полицией, выяснилось, что «беременная женщина» оказалась студентом по имени Николай, который был ударен в бедро.
По результатам событий 6 мая 2012 года на Болотной площади и её окрестностей впоследствии было арестован 31 человек. Ещё несколько, объявленных в федеральный розыск, покинули пределы России. Часть из них была амнистирована перед Сочинской Олимпиадой 2014 года, другие получили от 2,5 до 4,5 лет заключения в колонии общего режима. Двое получили условный срок. Организаторами «массовых беспорядков» были названы Сергей Удальцов и Леонид Развозжаев. Представителями оппозиции был создан «Комитет 6 мая», поддерживающий арестованных и находящихся в розыске. Комиссией «Круглого стола 12 декабря» 22 апреля 2013 года был представлен доклад по Общественному расследованию событий 6 мая 2012 года на Болотной площади, полностью переложивший ответственность за произошедшее на представителей власти и «неизвестных провокаторов».

##### «Народные гуляния»
С 7 мая в Москве каждый день проходили «Народные гуляния» — массовые акции в знак протеста против разгона «Марша миллионов» 6 мая. Полиция произвела задержания. На 10 мая число задержанных достигло 1000. Навальный и Удальцов были арестованы на 15 суток. Тем не менее вечером 10 мая численность протестующих достигла 1500 человек, а акция объявлена бессрочной до выполнения требований протестующих.
7 мая московская полиция разогнала толпу, собравшуюся у гостиницы «Националь» рядом с Манежной площадью в центре города. В толпе не было людей с транспарантами, никто не выкрикивал никаких лозунгов. Сторонники оппозиции призывали утром 7 мая устроить на Манежной площади акцию, приуроченную к инаугурации избранного президента России Владимира Путина. Всего утром 7 мая было задержано около 120 человек. Сотрудники московской полиции провели массовые задержания оппозиционеров, скопившихся на Тверском бульваре. Протестующие оказались на Тверском после того, как они прошли туда стихийным шествием с Никитского бульвара. Оппозиционеры массово собирались на Никитском, чтобы присутствовать при проезде кортежа Путина, однако их вытеснили оттуда сотрудники полиции. Всего за 7 мая было произведено около 300 задержаний. Полиция разогнала оппозиционеров на Манежной площади, на Никитском бульваре, на Тверской улице, в районе Чистых прудов и в районе метро «Китай-город». Большая часть задержанных была отпущена после составления протоколов об административных нарушениях.
В течение 8 мая полиция, по официальным данным, всего задержала около 200 человек, причём многих повторно. Активисты же подсчитали, что в полицию попали 317 человек, среди них много журналистов либеральных изданий. Вечером 8 мая в районе Пушкинской площади и у Никитских ворот были задержаны Алексей Навальный, телеведущая Ксения Собчак и депутат Госдумы Дмитрий Гудков. Последнее задержание полиция опровергла. Вечером 8 мая 150 граждан продолжали стихийные массовые «гулянья» на Патриарших прудах. Туда прибыли бойцы ОМОН и начали задержания. Приехавший поддержать граждан Сергей Удальцов был задержан. Ночью он был доставлен в больницу.
Рано утром 9 мая около 100 человек оставались на Кудринской площади в Москве в районе станции метро «Баррикадная», в том числе Дмитрий Гудков и Алексей Навальный. Ксения Собчак сразу после освобождения из полиции приехала в сквер на площади, но потом её покинула. Вскоре сотрудники полиции «зачистили» сквер, где оппозиционно настроенные горожане устроили «народные гулянья». Полиция задержала активистов, несмотря на то, что Гудков объявил происходящее встречей с избирателями, которая не требует согласования. 9 мая оппозиционеры присоединились к шествию КПРФ, которое началось на Пушкинской площади и закончилось митингом на Лубянке. После завершения согласованного шествия и митинга на Лубянской площади движение «За честные выборы» призвало своих сторонников «прогуливаться» в районе Александровского сада. Вечером 9 мая Навальный и Удальцов были приговорены к 15 суткам ареста. Суд признал их виновными в неповиновении полиции. 24 мая 2012 года Удальцов и Навальный были отпущены из-под ареста.

##### «#ОккупайАбай»

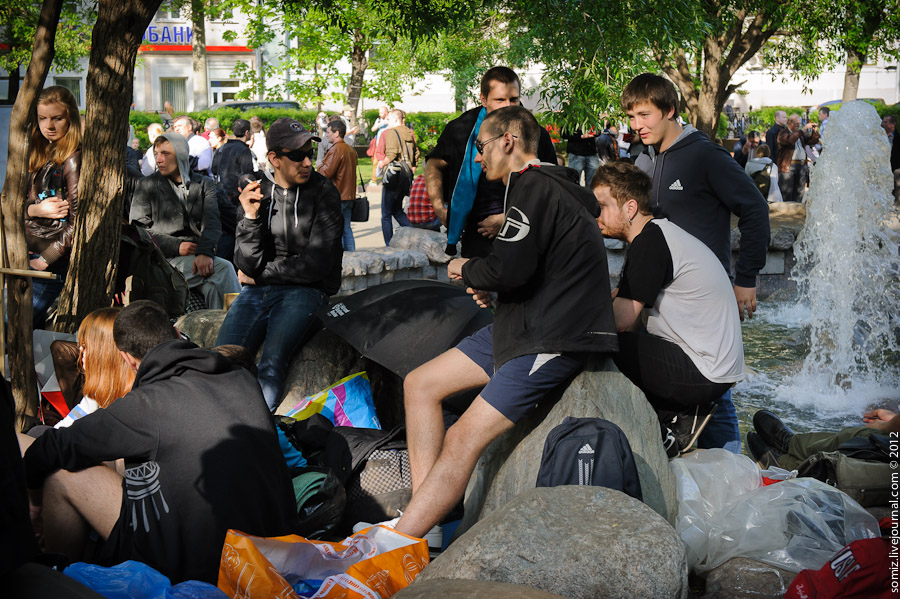
Гражданский лагерь «#ОккупайАбай». 15 мая 2012 года

С 9 мая оппозиционеры собираются у памятника казахскому поэту Абаю Кунанбаеву на Чистопрудном бульваре, поэтому акция получила название и хештег «#ОккупайАбай», использовав название акции Occupy Wall Street.
10 мая было объявлено, что с 5 мая восстановлена госрегистрация Республиканской партии России.
Вечером 10 мая к памятнику Абаю Кунанбаеву на Чистопрудном бульваре пришли полторы тысячи человек. Дмитрий Песков назвал незаконным лагерь оппозиции на Чистых прудах в Москве и пообещал, что он будет разогнан полицией.
Вечером 10 мая Илья Яшин заявил, что «„Народные гуляния“ на Чистых прудах в Москве будут бессрочными». По его словам, они не прекратятся до тех пор, пока власти не выполнят требования протестующих. Согласно «Эху Москвы», это прежде всего «освобождение политзаключённых» и проведение новых парламентских и президентских выборов.

##### «Контрольная прогулка»

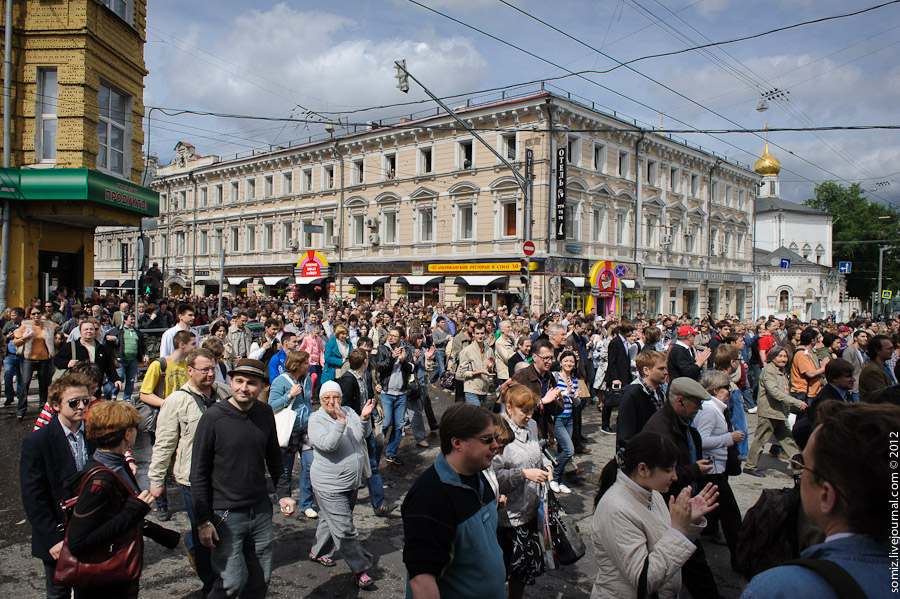
«Контрольная прогулка», 13 мая 2012 года

13 мая по инициативе группы Бориса Акунина как ответ на массовые задержания активистов с белыми лентами 6-9 мая в центре Москвы прошла акция «Контрольная прогулка». «Можно ли все-таки москвичам свободно гулять по собственному городу или нужно получать какой-то специальный пропуск?» — обозначил в своем блоге цель прогулки Акунин. Из известных людей в акции приняли участие писатели Дмитрий Быков и Людмила Улицкая, журналист Сергей Пархоменко, поэты Сергей Гандлевский и Лев Рубинштейн, сатирики Виктор Шендерович и Игорь Иртеньев, карикатурист Андрей Бильжо, музыканты Андрей Макаревич и Алексей Кортнев. Участники прошли от Пушкинской площади до Чистых прудов, где располагался гражданский лагерь «ОккупайАбай». По данным СМИ, в акции приняли участие более 20 тысяч человек (сайт Каспаров.ру сообщил, что их было более 30 тысяч); по данным полиции, участников было всего две тысячи.

##### Разгон лагеря оппозиции
15 мая несколько жителей Чистопрудного бульвара подали судебный иск по поводу бездействия властей в отношении участников протестной акции, которые, по их словам, создавали невыносимые условия для проживания. Басманный районный суд, рассмотрев дело в тот же день, постановил удовлетворить требования жильцов. Префектуру ЦАО суд обязал восстановить пострадавшие газоны, цветники и зелёные насаждения на бульваре. Полиция ликвидировала лагерь на Чистых прудах ранним утром 16 мая. При этом было задержано более 20 человек.
Лагерь переместился на Кудринскую площадь у станции метро «Баррикадной», там его позднее также разогнали. Людей на Кудринской площади начали задерживать без объяснения причин ещё в первый день существования лагеря. Рано утром 19 мая полиция задержала 14 пришедших с Кудринской площади участников «народных гуляний» на Никитском бульваре. От 10 до 20 участников оппозиционных «народных гуляний» были задержаны 19 мая на старом Арбате. В ночь на 21 мая вновь происходили задержания на Кудринской площади. 23 мая участники «народных гуляний» вернулись на Арбат.

##### Акции в других российских городах
Акции, похожие на московские, проходили в ряде других городов. По состоянию на 21 мая 2012 года, сообщения о лагерях и гуляньях оппозиции поступили из Санкт-Петербурга, Новосибирска, Саратова, Нижнего Новгорода.

##### 6 мая в последующие годы

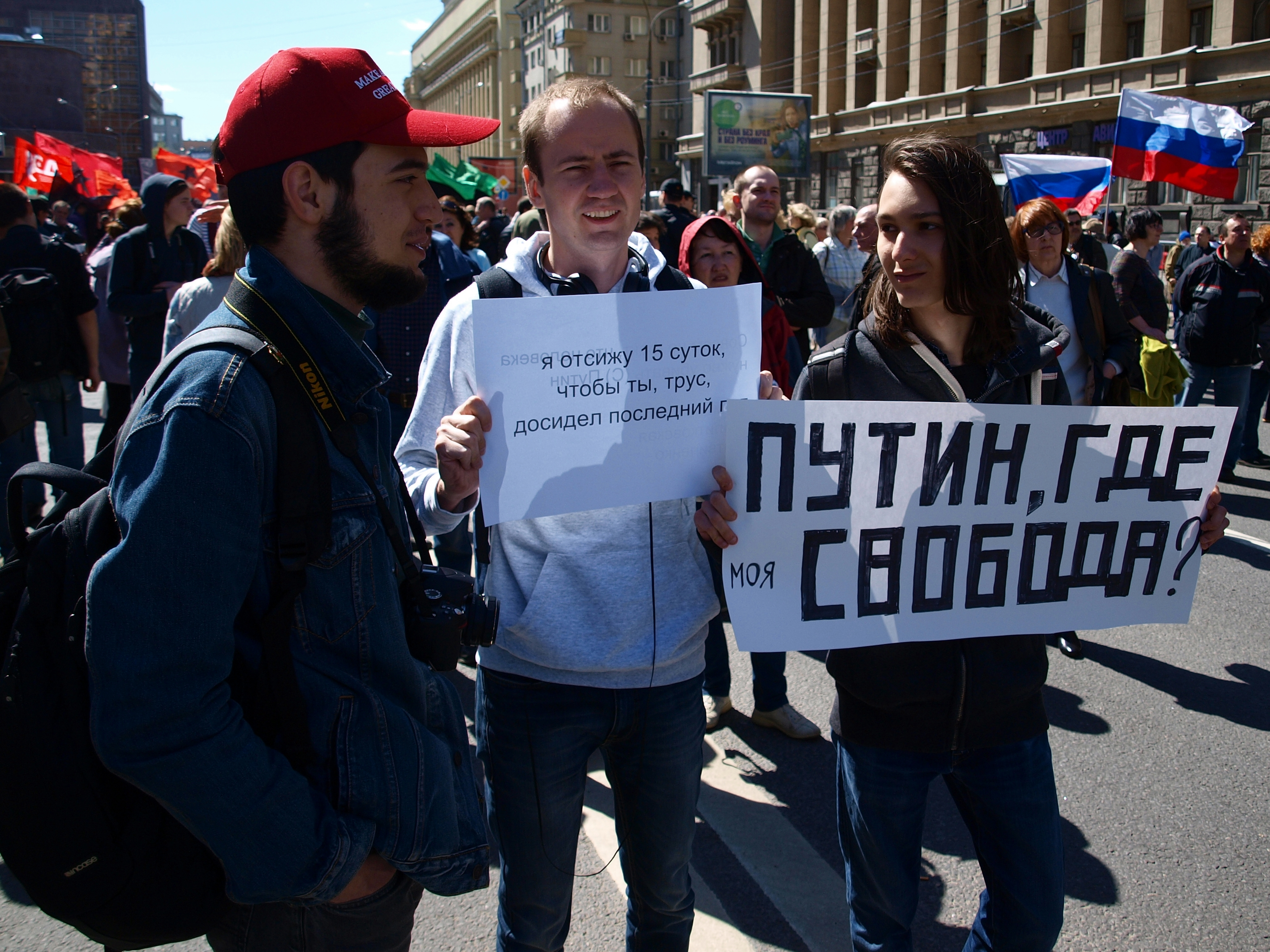
Митинг по случаю пятой годовщины «болотного дела». Москва, 6 мая 2017 года

Ежегодно 6 мая люди приходят на Болотную набережную, Болотную площадь, Лужков мост — в память о событиях 2012 года, в знак солидарности с «узниками Болотной». В 2013 году прошёл крупный организованный митинг; в 2014, 2015 и 2016 годах власти города отказались согласовать акции, и граждане приходили неорганизованно, несмотря на опасность быть задержанными полицией за нахождение в этом месте. Так, в 2015 году на Болотной набережной были задержаны десятки граждан, пришедших сюда в третью годовщину протестной акции «За честные выборы».
6 мая 2017 года в городах России прошли митинги по случаю пятой годовщины «болотного дела». В Москве, по разным данным, от 2800 до 10 тыс. человек пришли на проспект Академика Сахарова. Впервые за всю историю антипутинских протестов — по распоряжению человека в штатском — полицией был сорван баннер, который был элементом оформления сцены. После окончания митинга некоторые его участники отправились на Болотную площадь, где полиция задержала семь человек.

#### Июнь 2012 года

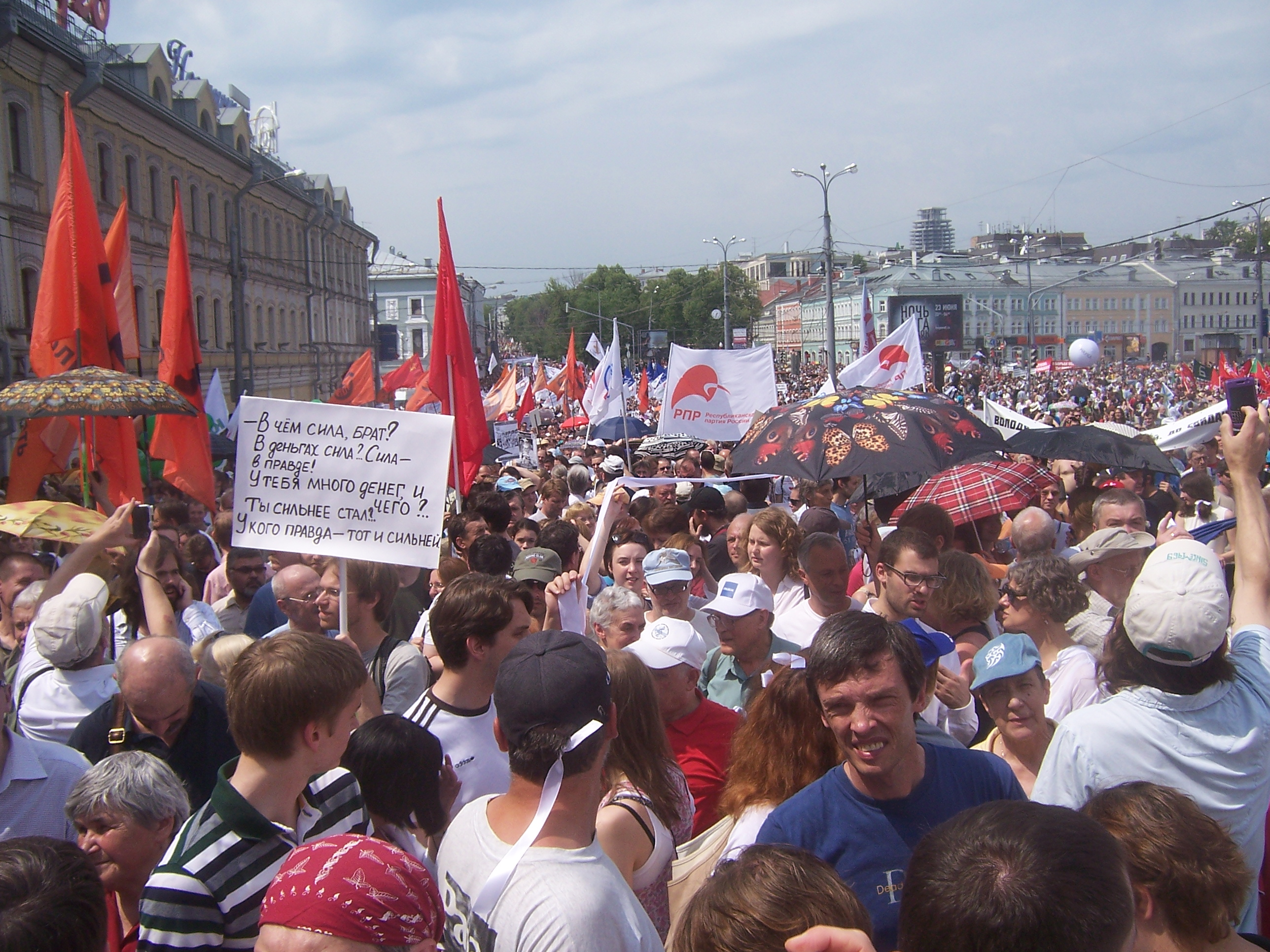
12 июня 2012 года. Участники марша миллионов в Москве проходят через Трубную площадь

##### «Марш миллионов»

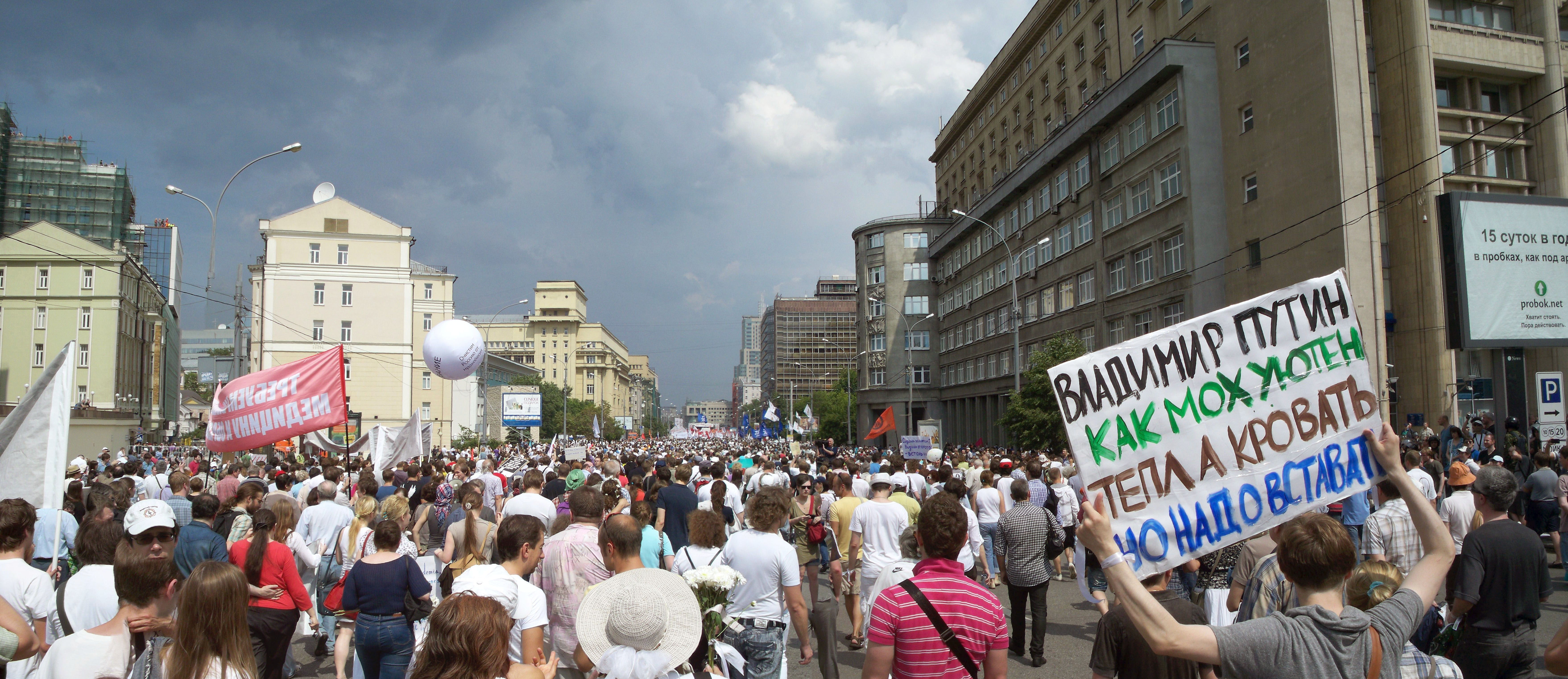
12 июня 2012 года. Митинг «За честную власть! За Россию без Путина!» на проспекте Академика Сахарова в Москве. Сцена митинга просматривается на дальнем плане

12 июня в Москве состоялся повторный «Марш миллионов». Участники акции собрались на Пушкинской площади, после чего прошли по Бульварному кольцу до Тургеневской площади и повернули на проспект Сахарова, где начался митинг. По оценкам полиции, в шествии приняло участие 10 тысяч, а на митинге присутствовало 18 тысяч человек. Сами же организаторы говорили о 100 тысячах протестующих, а Илья Пономарёв назвал цифру более 200 тысяч. Мероприятие прошло спокойно, столкновений с полицией и задержаний не было.
За день до акции, 11 июня, были проведены обыски у ряда лидеров оппозиции по делу о беспорядках во время акции 6 мая, и им было предписано 12 июня, в день акции, прийти на допрос. Под обыск попали Алексей Навальный, Сергей Удальцов, Ксения Собчак, Илья Яшин и Борис Немцов.
Митинги прошли и во многих других городах России. Среди них — Петербург (около 10 тысяч человек), Волгоград, Челябинск, Краснодар, Астрахань, Пермь (500 человек), Томск (300 человек), Тюмень (200 человек), Барнаул (100 человек), Новосибирск, Омск, Чита. В Петербурге за нарушение регламента шествия (задержку 15 минут) были задержаны лидер местного ОГФ Ольга Курносова и националист Николай Бондарик, после чего, по требованию полиции, шествие пришлось прекратить. Задержания активистов произошли также в Волгограде, Челябинске, Астрахани и Новосибирске.
Акции солидарности прошли в Лондоне, Париже, Мюнхене, Амстердаме, Вашингтоне, Нью-Йорке, Сан-Франциско и Турку.

#### Сентябрь 2012 года
15 сентября прошёл «Марш миллионов» в Москве и других городах. В Москве марш начался на Пушкинской площади. Его участники прошли по бульварам до проспекта Сахарова, где проходил митинг. Численность людей, пришедших на митинг, была около 54 тысяч человек. В Петербурге марш прошёл от БКЗ «Октябрьский» до Конюшенной площади. Акции затронули десятки других городов России.

#### Октябрь 2012 года
На московском митинге 12 июня 2012 года было объявлено о предстоящих выборах в Координационный Совет российской оппозиции — постоянный орган, который будет легитимно представлять оппозицию. Выборы состоялись 20-21 октября 2012 года. В результате голосования среди более 80 тысяч участников в Координационный совет были избраны многие лидеры протеста и те, кто организовывал митинги «За честные выборы!»
6 октября Генеральная прокуратура РФ решила провести проверку по фактам, изложенным в документальном фильме «Анатомия протеста-2». На допрос 10 октября были вызваны Сергей Удальцов, Константин Лебедев и Леонид Развозжаев. 17 октября 2012 года было возбуждено уголовное дело по статьям 30 и 212 УК РФ (приготовление к организации массовых беспорядков). В рамках этого дела у Удальцова, Развозжаева и Лебедева проведены обыски. Лебедев был задержан, а Удальцов допрошен и отпущен под подписку о невыезде.
Леонид Развозжаев, по данным оппозиции, был схвачен и увезён в неизвестном направлении вечером 19 октября в Киеве, около украинского отделения управления верховного комиссара (УВКБ) ООН по делам беженцев, куда он обращался о возможности получения политического убежища. Факт исчезновения оппозиционера подтвердила представитель УВКБ Александра Маковская. 21 октября Леонид был доставлен в Басманный суд, заседание проходило в закрытом режиме без адвокатов задержанного и предъявления обвинения. Сам процесс Развозжаев охарактеризовал как незаконный, и заявил, что его «схватили в Киеве и два дня после этого пытали». Следственный комитет РФ выпустил заявление, что Леонид сам обратился к ним и сообщил о своём желании заявить явку с повинной. В ней он сообщил об обстоятельствах подготовки к организации массовых беспорядков 6 мая 2012 года на Болотной площади в Москве. Развозжаев опроверг эти сведения.

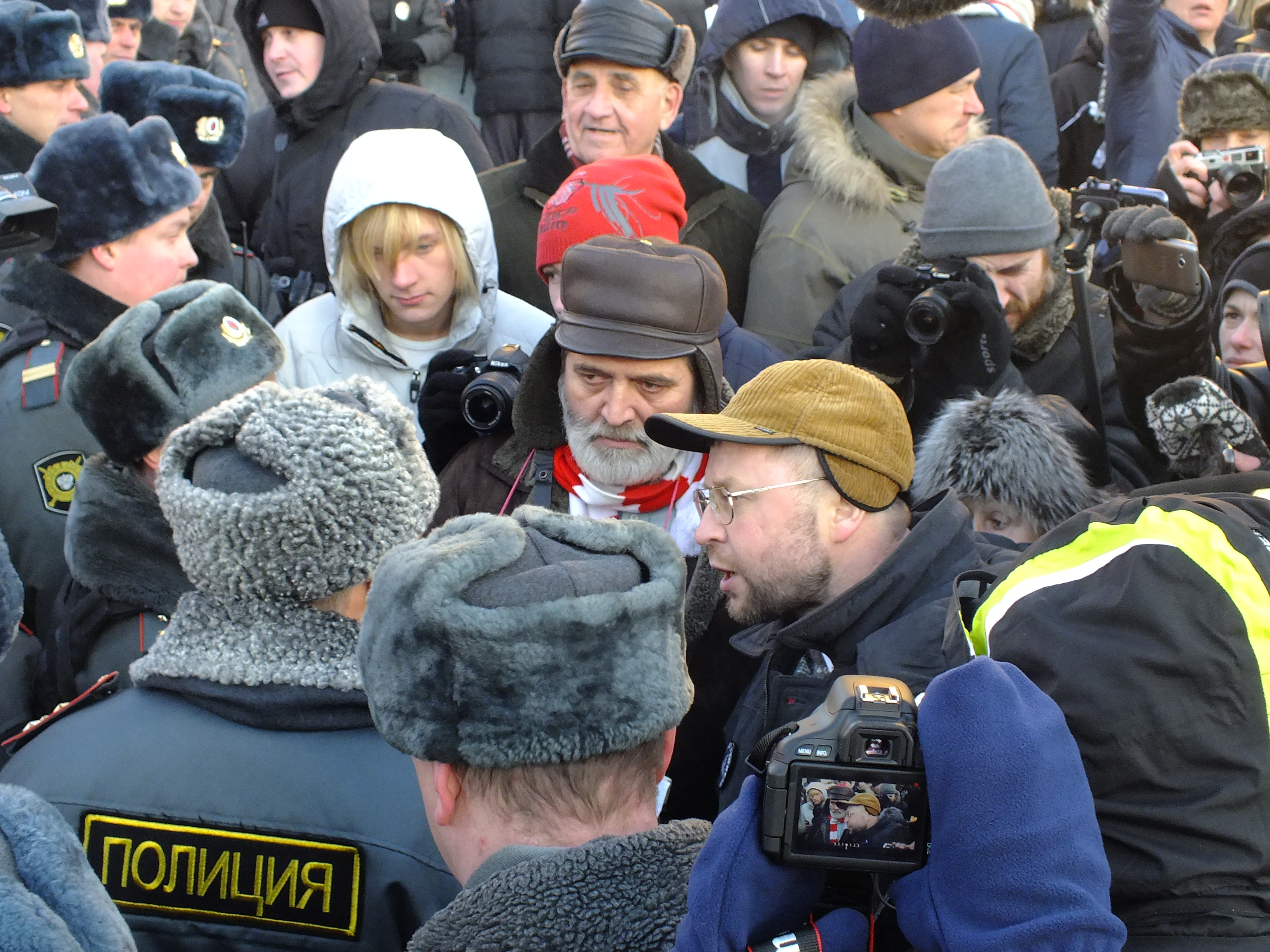
На Лубянской площади 15 декабря 2012 года. См. также

#### Декабрь 2012 года
На 15 декабря был намечен «Марш свободы». Однако все попытки его согласовать в Москве провалились. В Санкт-Петербурге марш был согласован.
15 декабря от 700 человек (по оценкам полиции) до 5000 (по оценкам оппозиции) пришли на Лубянскую площадь к Соловецкому камню возложить цветы. Акция закончилась задержаниями. Полицейские задержали до 60 человек. Акции протеста прошли также и в российских регионах.

#### Январь 2013 года

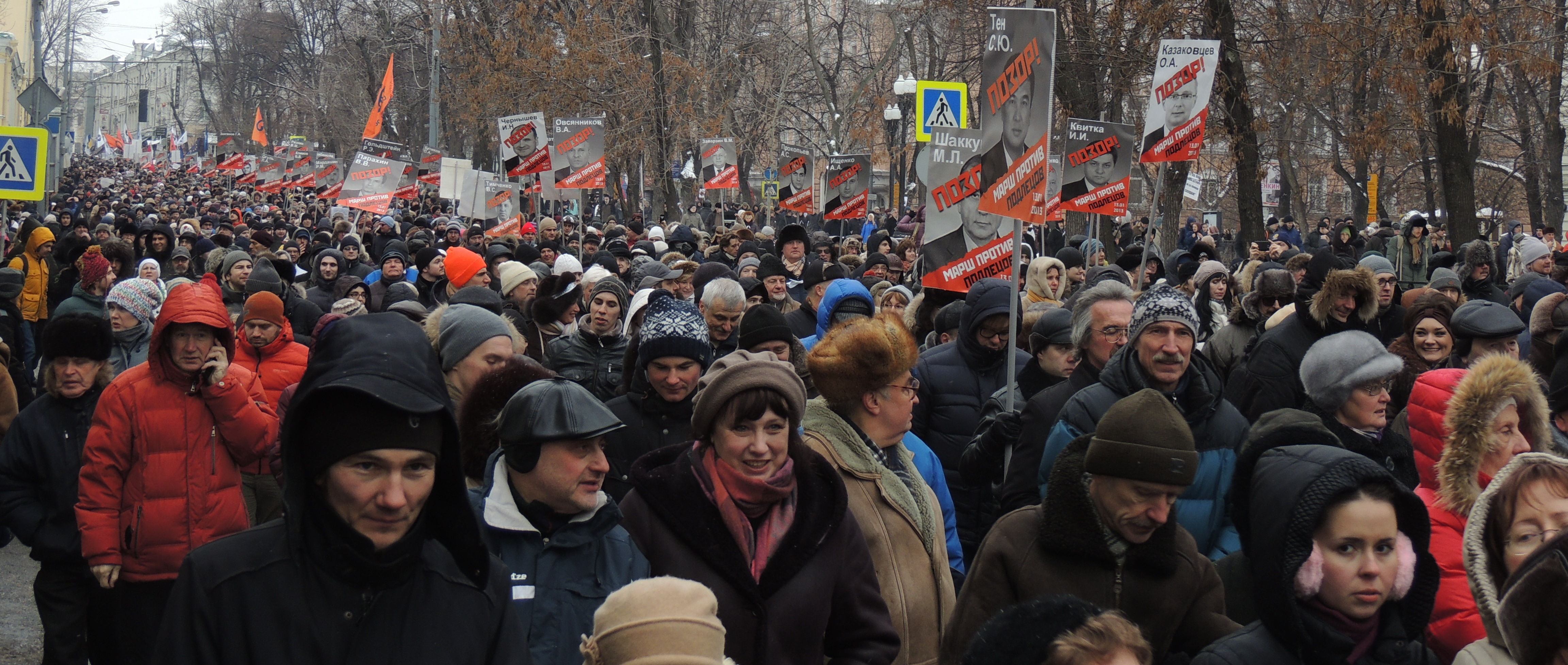
«Марш против подлецов» 13 января 2013 года, демонстранты несут плакаты, осуждающие депутатов Государственной думы, которые поддержали «Закон Димы Яковлева»

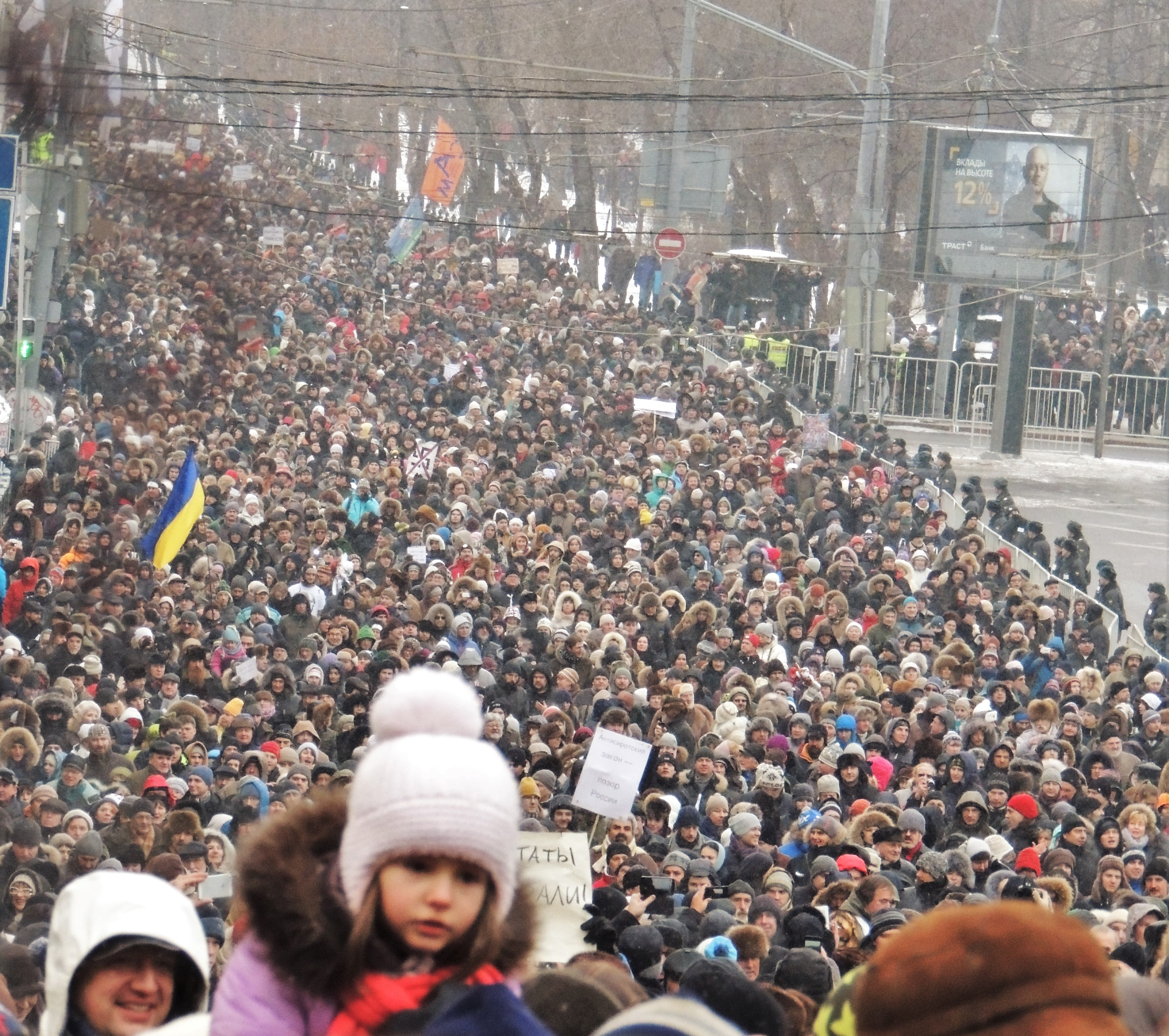
Одна из двух колонн демонстрантов, следующих с Петровского на Рождественский бульвар

13 января 2013 года состоялись «Марши против подлецов» в Москве (9,5 тыс. участников, по оценке полиции, по оценке эксперта Анатолия Каца — около 24,5 тыс., 24 тыс. по оценке «Белого счётчика») и Санкт-Петербурга (от 1, по оценке ГУВД, до 2,5, по оценке активистов, тыс. участников), направленные против принятия Госдумой «Закон Димы Яковлева».

#### Март 2013 года

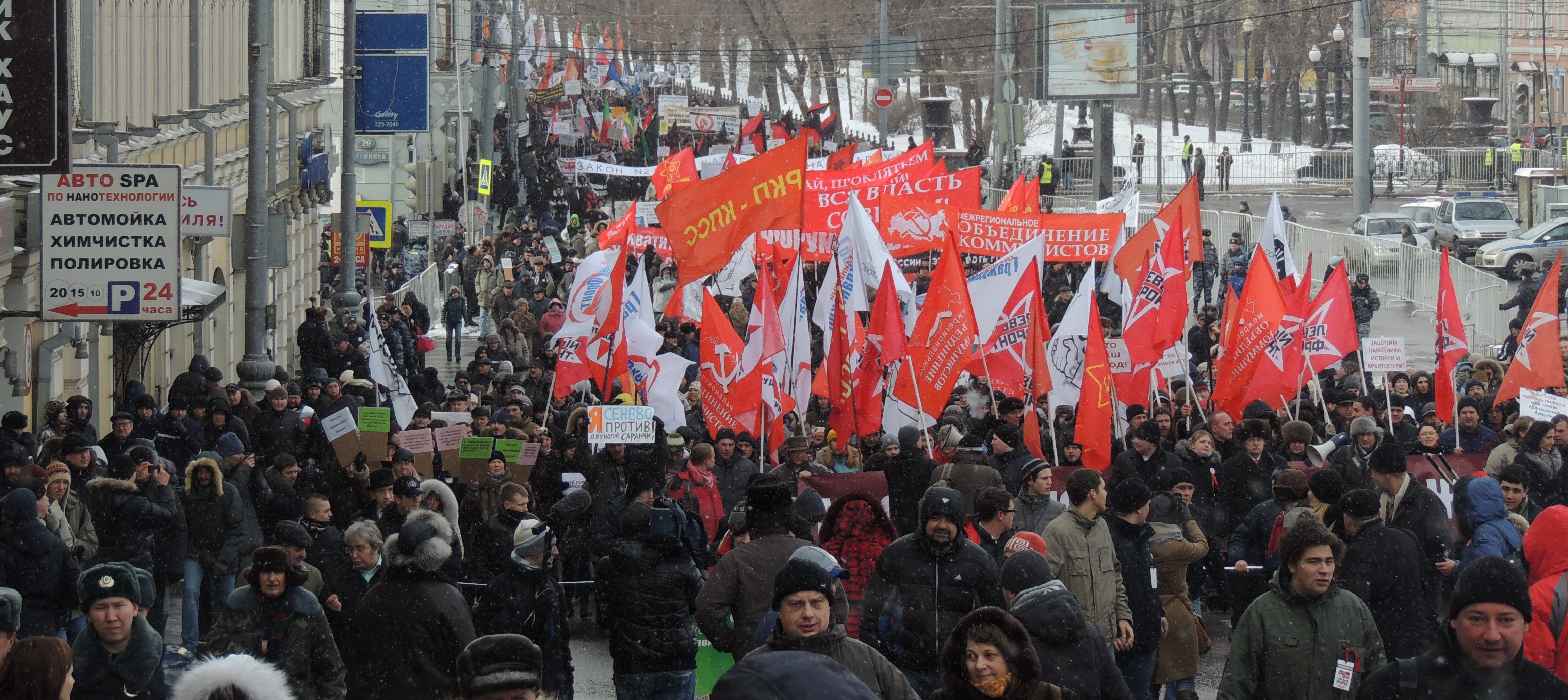
«Марш за права москвичей» 2 марта 2013 года

2 марта в Москве была проведена протестная акция «Марш за права москвичей», которая включала в себя шествие по Бульварному кольцу от Страстного бульвара до проспекта Академика Сахарова, где был проведён митинг. Происшествий не было. В заявке организаторов мероприятия предельная численность участников была установлена 5 тысяч человек; по данным полиции, в шествии приняло участие около 1 тысячи человек, журналисты оценивали число собравшихся в 2—3 тысячи человек. В мероприятии приняли участие до двух десятков различных гражданских инициатив, направленных против уплотнительной застройки, занимающихся сферой ЖКХ и т. п. Политические силы были представлены в основном левыми организациями, а также несколькими либеральными организациями.

#### Апрель 2013 года
8 апреля 2013 года ультраправая группа Блок «ФАКТ» — ранее известная только антисталинистскими, антикоммунистическими и антисоветскими акциями — совершила в Санкт-Петербурге нападение на мирового судью Алексея Кузнецова, неоднократно выносившего жёсткие административные приговоры в отношении участников оппозиционного движения. Почти все петербургские оппозиционные лидеры категорически отмежевались от нападения и осудили его. Исключение составили радикальные националисты и синдикалисты — также заявившие о своей непричастности, однако констатировавшие наличие у нападавших определённых оснований.

#### Май 2013 года
5 мая в Москве прошёл марш и митинг сторонников ЭСО, согласованный с властями и собравший до 1 тысячи человек.
6 мая на Болотной набережной в Москве прошёл митинг под лозунгом «За свободу!», в защиту политзаключённых по «болотному делу», собравший от 8 тысяч (информация ГУВД Москвы) до 30 тысяч человек («Белый счётчик»). Была принята резолюция, в целом повторяющая основные требования протестующих, выдвинутые ещё в декабре 2011 года.

#### Июнь 2013 года
Следующая крупная акция, шествие под названием «Марш против палачей», прошла в Москве 12 июня. Её основная цель — поддержка «болотных узников». Организаторы от «Парнаса» подали заявку на маршрут от Калужской до Болотной площади, в то время как рядовые активисты предлагали маршрут по Тверской улице до площади Революции. Акция собрала от 6 (ГУВД г. Москвы) до 30 тыс. участников (оппозиция), 8200 — Белый счётчик.

#### Июль 2013 года
18 июля 2013 года в Москве, Санкт-Петербурге и примерно в 20 других городах прошли «народные сходы» против ареста Алексея Навального и Петра Офицерова, взятых под стражу в этот день в Кирове. В Москве собралось, по разным данным, от 4 до 20 тысяч человек. Манежная (где намечался сход) и Красная площади были перекрыты полицией, поэтому протестовавшие заполнили тротуары ближайших улиц. В Москве полиция задержала 194 человека, в Петербурге — 59.
Во время митинга поступила информация, что Кировский областной суд принял решение освободить Навального и Офицерова из-под стражи до вступления приговора в законную силу. По мнению ряда активистов, на решение об освобождении повлияли массовые акции в их поддержку.

## Задержания участников протестов
10 декабря 2011 года руководители митинга со сцены поблагодарили сотрудников правоохранительных органов, заявив, что полиция работала на мероприятии «как полиция демократического государства».
В докладе волонтёрской организации ОВД-Инфо за 2012 год (охвачен период с 4 декабря 2011 года по 31 декабря 2012 года) о политических задержаниях в Москве и городах ближайшего Подмосковья приведены сведения о 5169 политически мотивированных задержаниях в ходе 228 мероприятий. Все акции имели мирный характер, кроме закончившегося столкновениями с полицией Марша миллионов 6 мая 2012 года. В ходе 20 согласованных мероприятий было задержано 1079 человек, в ходе 208 несогласованных или не требующих согласования мероприятий — 4090 человек
.

## Освещение событий в СМИ
Об акциях протеста были опубликованы статьи в ряде крупных российских СМИ, в том числе: Газета.Ru, Эхо Москвы, Финам, Дождь, Коммерсант, REGNUM.
Центральные российские телевизионные каналы практически не освещали первые массовые митинги протеста, проходившие в Москве, однако последующие, включая митинги 10 декабря, 24 декабря 2011 года, 4 февраля 2012 года были освещены несколько шире, хотя акцент делался на хорошо организованной работе полиции, а требования протестующих описывались неполно. Все митинги в поддержку партии «Единая Россия» были упомянуты в выпусках новостей.
4 февраля 2012 года Взгляд.ру писал, ссылаясь на Сергея Минаева, что некоторые СМИ сознательно распространяли недостоверную информацию о предстоящем 4 февраля «антиоранжевом митинге», в частности, был создан фальшивый оргкомитет митинга; кроме того, существовал фальшивый сайт митинга, через который велись прямые трансляции заседаний оргкомитета митинга, а также были размещены ссылки на соответствующие сюжеты на сайте телеканала «Дождь». В распространении дезинформации об антиоранжевом митинге, по мнению Николая Старикова, участвовали также Ридус и Финам FM.
Американский телеканал Fox News видеорепортаж с улиц Москвы 7 декабря 2011 года о протестах сопроводил изображением насильственных действий (поджогов, погромов), показав столицу Греции Афины во время общенациональных протестов в Греции. После критики в СМИ канал был вынужден признать свою ошибку: вице-президент новостной службы Fox News заявил, что произошла ошибка, данный репортаж с сайта канала был удалён, но не сразу. Это вызвало волну критики в России.

## Результаты
Организаторам и участникам протестов не удалось добиться поставленных целей:
- Результаты парламентских выборов декабря 2011 года не были пересмотрены. Результаты президентских выборов марта 2012 года также не были пересмотрены. Владимир Путин вновь стал президентом России (в 3-й раз), а бывший президент Дмитрий Медведев занял место председателя правительства, произошла т. н. «рокировка». С учётом поправок в конституцию, увеличивших срок президентства с 4 до 6 лет, Владимир Путин фактически получил возможность оставаться на посту президента до 2024 года.
- Председатель ЦИК В. Чуров не был уволен и оставался на своём посту до 2016 года.
- Несмотря на снижение порога для регистрации партий, многие оппозиционные объединения не были зарегистрированы, поскольку Минюст регулярно выявлял у них «нарушения». На парламентских выборах 2016 года в Госдуму вновь прошли те же четыре партии, что и в 2011 году, при этом «Единая Россия» получила конституционное большинство.
- Хотя выборы глав субъектов были возвращены, появились т. н. «президентский фильтр» и «муниципальный фильтр», фактически не позволяющие оппозиционным политикам стать главами субъектов.
- Многие лидеры протестов подверглись административному и уголовному преследованию по обвинению в организации беспорядков (Болотное дело). Так, один из главных организаторов протестов лидер «Левого фронта» Сергей Удальцов получил 4,5 года колонии. Кроме того, активные участники протестов и члены совета оппозиции Дмитрий и Геннадий Гудковы были исключены из парламентской партии «Справедливая Россия».
- Созданный в октябре 2012 года «Координационный совет российской оппозиции» просуществовал год, не приняв никаких решений, и фактически самораспустился.
- Госдума существенно ужесточила административную ответственность за митинги. Были увеличены штрафы, в качестве наказания за нарушения были введены обязательные работы. Было запрещено находиться на митингах в масках. Было запрещено организовывать «массовое одновременное пребывание граждан в общественных местах», если оно грозит нарушением общественного порядка, ужесточены правила проведения одиночных пикетов, запрещено организовывать митинги гражданам, имеющим непогашенную судимость за преступления против государства и общественной безопасности, либо привлекавшимся к административной ответственности за нарушения при проведении публичных акций. Было введено понятие «специально отведенного места для массового присутствия граждан для публичного выражения общественного мнения по поводу актуальных проблем». Суд получил право признавать несколько пикетов, объединённых темой, массовым мероприятием.

## Последствия
8 декабря 2011 года Владислав Сурков провёл на Старой площади «тайную встречу» с журналистами и политологами по поводу акций протеста; на встрече присутствовали: Максим Шевченко, Сергей Кургинян, Алексей Пушков, Сергей Доренко, Леонид Радзиховский, Сергей Минаев, Тина Канделаки, Станислав Говорухин, Марат Гельман, Маргарита Симоньян, Василий Якеменко.
14 декабря 2011 года Европейский парламент принял резолюцию, в которой
призвал российские власти организовать новые «свободные и справедливые» выборы депутатов и провести «немедленное и полное» расследование всех сообщений о нарушениях. В резолюции отмечалось, что существующая в России процедура регистрации новых партий исключила из избирательного процесса несколько оппозиционных движений, что является серьёзным нарушением права на свободу объединений, политической конкуренции и плюрализма. Европарламент призвал Россию провести «новые свободные и справедливые выборы после регистрации всех оппозиционных партий». В резолюции говорилось: «Депутаты Европарламента приветствуют демонстрации в России, как выражение стремления российского народа к большей демократии и осуждают подавление полицией мирных демонстраций… Парламент призывает к немедленному и полному расследованию всех сообщений о мошенничестве и запугивании, и наказании всех виновных». Также в резолюции выражалась озабоченность по поводу ситуации с правами человека в России и отсутствия верховенства закона и независимости судебной системы.
15 декабря в ходе своей «прямой линии» председатель правительства РФ Владимир Путин заявил о возвращении к выборам глав субъектов федерации уже в 2012 году, но по отличающимся от существовавших до 2004 года правилам. Путин описал следующую предлагаемую им схему: сначала все партии, получающие места в органе законодательной власти региона, предлагают президенту России своих кандидатов на должность главы региона, а президент утверждает или отклоняет этих кандидатов (Путин назвал это «президентским фильтром»). После этого жители региона избирают из них главу региона. За президентом России сохраняется право отправить главу региона в отставку.
22 декабря в своём ежегодном послании Федеральному собранию Президент РФ Дмитрий Медведев сказал: «Я слышу тех, кто говорит о необходимости перемен, и понимаю их». Президент заявил, что предлагает «комплексную реформу нашей политической системы»:
- переход к выборам руководителей субъектов федерации прямым голосованием жителей регионов;
- введение упрощённого порядка регистрации политических партий (по заявке от 500 человек, представляющих не менее 50 процентов регионов страны);
- отмена необходимости собирать подписи для участия в выборах в Государственную Думу и в региональные законодательные органы;
- сокращение количества подписей избирателей, необходимых для участия в президентских выборах до 300 тысяч, а для кандидатов от не представленных в Государственной Думе партий — до 100 тысяч;
- введение пропорционального представительства по 225 округам для депутатов Государственной Думы (однако, не предлагалось избрания половины депутатов по мажоритарным одномандатным округам);
- изменение порядка формирования Центральной и региональных избирательных комиссий с расширением представительства в них политических партий;
- перераспределение властных полномочий и бюджетных ресурсов в пользу регионов и муниципалитетов, увеличение источников доходов региональных и местных бюджетов (до 1 трлн рублей);
- создание общественного телевидения.

Медведев пообещал незамедлительно внести соответствующие законопроекты на рассмотрение в Государственную Думу. Законы, облегчающие регистрацию политических партий, вводящие прямые выборы глав исполнительной власти субъектов федерации и уменьшающие число подписей, необходимых для выдвижения кандидатов на выборах Президента РФ, были приняты в апреле-мае 2012 г.
23 декабря Совет при Президенте Российской Федерации по развитию гражданского общества и правам человека выразил недоверие главе Центральной избирательной комиссии Владимиру Чурову и предложил ему уйти в отставку, однако отставка не состоялась.
27 декабря Владислав Сурков указом президента был освобождён от должности первого заместителя руководителя Администрации президента РФ, вместо него был назначен Вячеслав Володин, который непосредственно курировал предвыборную кампанию Путина.
9 июня 2012 года вступил в силу закон о митингах, ужесточающий штрафы за нарушения правил проведения протестных мероприятий. Так, для участников митингов (физических лиц) минимальный штраф составит от 20 до 300 тысяч рублей, а для организаций (юридических лиц) — до 1 миллиона рублей. Основываясь на этом законе, правительство получило право отказывать в проведении митингов, если организатор планируемого митинга совершал ранее административные правонарушения в ходе проведения публичных мероприятий. Таким образом, значительная часть активистов оппозиции оказалась лишена возможности заявлять массовые мероприятия.
Этот закон, а также поправки, внесённые в закон о некоммерческих организациях, в октябре 2012 г. были осуждены Парламентской ассамблеей Совета Европы.
По оценке российского политолога и аналитика Кирилла Рогова (2015), проект создания доминирующей (правящей) партии, призванной обеспечить механизмы кооптации региональных элит в условиях последовательной централизации, в 2011—2013 гг. не оправдал себя. Официально объявленный результат «Единой России» в декабре 2011 г. — 49 % голосов (против 64 % в 2007 г.) — не только выглядел неудовлетворительно, но и вызвал массовые протесты и обвинения в фальсификациях. В 32 регионах официально объявленный результат партии оказался ниже 40 %. Этот результат продемонстрировал не только снижение популярности бренда правящей партии и режима в целом, но и относительную неудачу в реформировании системы управления территориями, начавшейся в 2004 году: назначенные губернаторы не сумели обеспечить консолидацию региональных элит и добиться на этой основе необходимого уровня лояльности электората.
На выборах мэра Москвы, на которых Алексей Навальный занял второе место, многочисленные независимые наблюдатели и члены избирательных комиссий от оппозиции, по их утверждению, предотвратили массовые фальсификации. Известный независимый эксперт по выборам Дмитрий Орешкин признал, что эти выборы были «примерно в 10 раз честнее, чем выборы в Государственную думу в 2011 г. и примерно во столько же раз честнее, чем выборы в Мосгордуму в 2009 г». «Я исхожу из того, что масштаб фальсификата сейчас не превышал 1,5-2 %», — заявил он.
В тот же день Борис Немцов стал депутатом Ярославской областной думы, а Евгений Ройзман — мэром Екатеринбурга.
По итогам упрощения процедуры регистрации политических партий Минюст РФ зарегистрировал две партии, активно участвующих в протестной активности: РПР-ПАРНАС и «Демократический выбор». Две другие партии, организованные активными участниками протестов 2011—2013 года, не прошли регистрацию: «Партия 5 декабря» и «Партия прогресса» («Народный альянс») Алексея Навального.
В дальнейшем эти партии создавали разного рода коалиции и работали совместно.
Против Алексея Навального в 2012—2015 гг. было возбуждено в общей сложности 15 уголовных, административных и арбитражных дел, по подавляющему большинству которых судами было вынесено решение не в пользу Навального. По одному из них Навальный на полтора года был помещён под домашний арест и отключён от интернета, а также решением суда лишён права общения со сторонниками и прессой. Блог Навального в Живом Журнале был заблокирован. Freedom House, Amnesty International и «Мемориал» неоднократно признавали уголовные дела и аресты Навального политически мотивированными, а самого Навального — политзаключённым. По одному из дел, делу «Ив Роше», его брат Олег был отправлен в колонию общего режима на 3,5 года. Чуть позже и сам Алексей, несмотря на полное отбытие условного срока и год под домашним арестом, отправится в колонию по тому же делу.
Сергей Удальцов был признан организатором массовых беспорядков 6 мая 2012 года и решением суда отправлен в колонию общего режима на 4,5 года. «Мемориал» признал Сергея Удальцова политзаключённым.
Борис Немцов был убит в Москве на Большом Москворецком мосту напротив Кремля 27 февраля 2015 года. По делу об убийстве Бориса Немцова проходили контрактники и офицеры т. н. батальона «Север» 46-й отдельной бригады оперативного назначения внутренних войск МВД России (см. основную статью «Убийство Бориса Немцова»). Подавляющее большинство аналитиков называет убийство Бориса Немцова политическим. Европарламент принял специальную резолюцию по поводу убийства Немцова. Гибель Немцова названа в резолюции «самым громким политическим убийством в новейшей истории России». Сразу же после убийства — 1 марта 2015 года — и через год после убийства в Москве и других городах состоялись массовые акции в память о Немцове с числом участников в Москве от 7 (по данным ГУ МВД) до 70 тысяч (по оценкам участников). На месте убийства находится постоянно действующий живой мемориал.
Из 45 членов изначально избранного Координационного совета оппозиции различным уголовным преследованиям уже к зиме 2013 года подверглись 9 человек. Позднее Владимир Ашурков, Рустем Адагамов, Георгий Албуров, Андрей Пивоваров, Николай Бондарик также подверглись уголовному преследованию по различным обвинениям, а Андрей Пионтковский покинул Россию, опасаясь уголовного преследования, Ещё два активных лидера протеста, не вошедших в КСО, Илья Пономарёв и Александр Белов, также в дальнейшем подверглись уголовному преследованию.
После убийства Бориса Немцова власти Москвы перестали согласовывать протестные митинги, организуемые несистемной оппозицией. Исключением стали марши и митинги памяти Бориса Немцова, организуемые в годовщину его смерти. Ещё какое-то время каждый год 19 января проводились согласованные марши в память об убитом Стасе Маркелове и Анастасии Бабуровой. Несколько согласованных митингов прошли на проспекте Сахарова в Москве в 2016—2019 гг. в защиту интернета, выборов в Мосгордуму, муниципальных выборов. Организаторами выступали «Либертарианская партия», журналист Илья Азар. Акции протеста, организуемые Алексеем Навальным в 2017—2021 годах, прошли без согласования и были разогнаны. Ежегодный «Русский марш» 4 ноября в согласованном виде просуществовал до 2019 года, но уже начиная с 2015 все оппозиционные лидеры националистов были репрессированы. В конце октября на Лубянке ежегодно проводится согласованная акция памяти жертв политических репрессий «Возвращение имен», где легально разрешено присутствие представителей несистемной оппозиции.
После протестов 2011—2012 года многие активисты стали участвовать и выигрывать муниципальные выборы. В некоторых округах представителям несистемной оппозиции удавалось становиться большинством в муниципалитете. Так же определённых успехов удалось достигать на выборах в Мосгордуму.
Вся системная парламентская оппозиция после протестов 2011—2012 года была очищена от противников Владимира Путина, и в дальнейшем резко осуждала любые проявления политической активности лидеров и активистов протеста на Болотной и Сахарова.
В конце 2020, начале 2021 годов стало известно, что лидеры протестов на Болотной Дмитрий Быков, Владимир Кара-Мурза и Алексей Навальный подвергались покушению и какое-то время провели в коме.

## Дела задержанных активистов в ЕСПЧ
Многие из подвергнутых административному или уголовному наказанию в связи с участием в акциях протеста подали жалобы в ЕСПЧ.
4 декабря 2014 года ЕСПЧ вынес постановление о неправомерном задержании и содержании под стражей Ильи Яшина и Алексея Навального 5 декабря 2011 года, присудив выплатить каждому по 26 тыс. евро и 2500 евро судебных издержек.
17 сентября 2015 года Европейский суд по правам человека удовлетворил жалобу фигурантов «болотного дела» на Россию и обязал власти выплатить им компенсации. Жалобу, удовлетворённую единогласно семью судьями, подавали Леонид Ковязин, Артём Савёлов и Илья Гущин. ЕСПЧ обязал Россию выплатить Савёлову €3 тысячи, а Ковязину и Гущину — по €2 тысячи.
5 января 2016 года ЕСПЧ огласил решение по делу Евгения Фрумкина, задержанного 6 мая 2012 года на Болотной площади и получившего 15 суток административного ареста. В его деле были признаны необоснованность задержания и нарушение права на справедливое и объективное судебное разбирательство. Е. Фрумкину ЕСПЧ присудил компенсацию — 25 тыс. евро.
23 февраля 2016 года ЕСПЧ вынес поставление о том, что дело, по которому Алексею Навальному присудили, а затем отменили в результате протестов 18 июля 2013 года реальный срок было несправедливым и политически мотивированным. В резолютивной части ЕСПЧ даже упоминает антикоррупционную и политическую деятельность Навального, сообщая при этом, что суд признал незаконной обычную коммерческую деятельность, не имеющую состава и события преступления. ЕСПЧ постановил выплатить Навальному и его «сообщнику» Петру Офицерову по 8 000 евро в качестве компенсации морального вреда, а также 48 053 евро и 22 893 евро компенсации за понесённые ими судебные расходы и издержки.
26 апреля 2016 года ЕСПЧ вынес постановление о неправомерных задержаниях в одиночных пикетах в 2009—2012 гг. Марины Новиковой, Юрия Мацнева, Виктора Савченко, Александра Кирпичева и Валерия Ромахина. Суд присудил выплатить от €6 тыс.до €7,5 тыс. каждому в качестве компенсации морального вреда и ещё по €6 тыс. — Кирпичеву и Ромахину и €120 — Кирпичеву в качестве материальной компенсации. Таким образом, общая сумма выплат по данному иску должна составить €34,62 тыс.
4 октября 2016 года ЕСПЧ присудил фигуранту «Болотного дела» Ярославу Белоусову 12 500 евро.
28 ноября 2017 года ЕСПЧ присудил арестованному по «болотному делу» политику Николаю Кавказскому 10 000 евро.
30 января 2018 года Европейский суд обязал Россию выплатить €35 тыс. трем фигурантам «болотного дела» Андрею Барабанову, Алексею Полиховичу и Степану Зимину. Барабанову назначена компенсация €10 тыс., Полиховичу и Зимину — по €12,5 тыс. каждому, а уже 6 февраля 2018 года ЕСПЧ присудил €10 тыс. Владимиру Акименкову.

## Оценки и мнения
В числе поддержавших требования к властям России об отмене спорных результатов голосования был первый президент СССР Михаил Горбачёв, актриса Мила Йовович заявила, что хотела бы быть с российским народом во время протестов, а пресс-секретарь Белого дома Джей Карни назвал митинги положительным знаком поддержки демократии в России.
Сразу после выборов многие отечественные и зарубежные обозреватели констатировали, что российское общество устало от Путина и его партии. Томас Грув из Reuters писал, что многих уязвила рокировка в тандеме. Кетти Лалли и Уилл Энглунд из The Washington Post считают, что перед выборами власть наделала слишком много ошибок и вокруг Путина стал рассеиваться ореол неуязвимости. Die Welt и The Associated Press также отметили снижение поддержки Путина и Единой России. Frankfurter Allgemeine Zeitung заметила, что несмотря на выборы вся внутренняя политика подчиняется Владиславу Суркову. Los Angeles Times отметила огромное количество злоупотреблений власти, а Gawker.com съязвило по поводу явки в 146 %. Во многом отмеченное недовольство вылилось на улицы.
По мнению, высказанному в Süddeutsche Zeitung, в статье от 7 декабря, назвать происходящие события «революцией» нельзя: «Пока всё это не назовёшь русской революцией. Даже десятитысячные демонстрации могут утонуть в городе, который значительно больше Лондона, Парижа и Берлина. В куда меньшей по размерам Грузии даже 200 тыс. человек не смогли добиться смещения президента… Так что Россия стоит не столько на пороге падения режима, сколько в начале длительного периода перемен.» Подобные взгляды 7 декабря высказывали и в Independent: «Москва — это ещё не вся Россия. Это ещё не площадь Тахрир в Египте, и даже не Украина в 2005 году». «Демократы не пользуются у россиян большим авторитетом после того урона, который они нанесли демократии во время пребывания у власти. У оппозиции нет лидеров. У Путина нет серьёзных политических конкурентов».
Шон Уолкер из The Independent написал 10 декабря: «Масштаб сегодняшних митингов в Москве и других городах России делает 10 декабря крупнейшим днём гражданского протеста с начала путинской эпохи. Но главный вопрос теперь: что дальше? Хотя все участники митингов в России выступают за отмену статус-кво, лишь небольшая их часть готова поддержать маргинальных лидеров оппозиции, таких как Борис Немцов, а у Алексея Навального, единственного человека, который пользуется широкой народной поддержкой, нет никакого политического опыта. Получить разрешение на столь масштабный антиправительственный митинг — дело для России неслыханное. Это означает, что господин Путин пытается продемонстрировать миру, что готов мириться с отдельными, контролируемыми проявлениями инакомыслия. Но в остальном, власти изо всех сил старались помешать проведению митинга, рассылая спам на сайты оппозиционных движений, а участникам угрожая опасностью заражения гриппом и призывом в армию». Эндрю Осборн из The Daily Telegraph отметил вечером 10 декабря: «Ещё неделю назад представить себе такое было просто невозможно. Позиции господина Путина казались незыблемыми, а его правящая партия Единая Россия — неуязвимой. Конечно, выступления оппозиции случались в России и раньше, но как правило они были малочисленными, быстро и жестоко подавлялись властями и не причиняли Кремлю никаких мало-мальски значительных неудобств. В этот раз всё было иначе. Полиция могла лишь осторожно наблюдать за тем, как люди, ещё недавно не участвовавшие в митингах, да и вообще не интересовавшиеся политикой, выходят на улицы десятками тысяч». Дэниел Сандфорд из BBC News заметил: «На общемировом фоне цифры могут показаться незначительными, но для Москвы это очень и очень много. Владимиру Путину никогда не приходилось сталкиваться с народными выступлениями такого масштаба. За годы у власти он привык считать себя самым популярным и самым могущественным политиком в России. Значение момента переоценить невозможно. Может быть, смертельного удара по правительству господина Путина митингующие и не нанесли, но это безусловно самый тревожный звонок, полученный им за 12 лет пребывания у власти». Эндрю Уилсон из The Telegraph назвал происходящие события «Славянской зимой». А в Wiener Zeitung считают, что руководство России скоро получит свой Тахрир. Саймон Шустер из журнала «Time» написал 11 декабря: «Наёмники, либералы с бородёнками, шакалящие у иностранных посольств — как только не называл представителей российской оппозиции Владимир Путин. Но никогда прежде оппозиция не представляла угрозы для его правления. Теперь всё может измениться. Отныне Кремль не сможет игнорировать оппозиционеров или просто отмахиваться от них, раздавая хлёсткие прозвища и изобретая обидные эпитеты». Также в Time склонны полагать, что власти попросту хотят дать оппозиционерам возможность выпустить пар. Правящая верхушка РФ, пишет издание, разделилась на два лагеря: представители первого (и наиболее многочисленного из двух) считают, что действенным ответом станет быстрое и решительное подавление выступлений, запрет на новые демонстрации и, при необходимости, их силовой разгон. Есть, однако, и меньшинство, которое надеется, что протестное движение выдохнется само по себе. Из того, как российские власти действовали в ходе митингов 10 декабря, авторы заключают, что возобладал, по крайней мере пока, второй, умеренный подход. Ведь то, что полицейские не применяли силу против митингующих, означает лишь, что такой приказ они получили сверху, а вовсе не то, что «полиция с народом». Того же мнения придерживаются и авторы колонки в британской The Times, которые отмечают, что госканалы, которые, как и в советские времена, остаются важнейшим политическим инструментом режима, могли показать кадры с митингов только по решению, принятому на самом верху. Мириам Элдер из The Guardian сочла, что митингующие вынудили правительство пойти на ряд уступок. Это выразилось и в том, что власти согласились на многотысячный антиправительственный митинг в центре Москвы, и в том, что этот митинг показали все государственные каналы. Журналисты из Die Welt отмечали, что у многих в России появилось ощущение, что они проснулись в другой стране. Только в Москве на Болотной площади собрались до 100 тысяч человек в знак протеста против фальсификаций на парламентских выборах и против путинского режима. Это была крупнейшая демонстрация за последние 12 лет — и она прошла мирно. София Кишковски из The New York Times, отмечает, что православная церковь, всегда бывшая надёжной опорой правительства Владимира Путина и его партии «Единая Россия», неожиданно критически отозвалась о выборах. Патриарх Кирилл призвал к сдержанности, однако признал право людей на протест. Гораздо более резко о власти и выборах отозвались некоторые рядовые клирики церкви.
Профессор политологии из Калифорнийского университета Лос-Анджелеса Даниел Трейсман отмечает одну общую тенденцию, когда авторитарные лидеры, проводящие эффективную экономическую политику, сталкиваются с волнениями взращённого ими среднего класса и становятся жертвами собственного успеха. В России после длившегося десятилетие нефтяного бума с 2000 по 2008 годы зарплаты с поправкой на инфляцию росли в среднем почти на 15 % в год, и хотя после мирового финансового кризиса 2008 года темпы роста снизились до 1,3 % в год, сегодня около трети населения считается средним классом. И по мере роста доходов горожане всё больше выражают недовольство политической системой:
Это люди с хорошими манерами, повидавшие мир, в модных очках. [...] Короче говоря, это молодые городские профессионалы, группа людей, существенно выигравших от запредельного рынка московской недвижимости и от того нефтяного богатства страны, часть которого досталась и им тоже.
При этом не существует какой-либо общей идеи, группирующей в рамках «революции ожиданий» представителей среднего класса вокруг себя. Отсутствуют общие лидеры и общая политическая программа. На митинги приходили «либералы, коммунисты, националисты, анархисты, антифашисты, экологи, регионалисты, социалисты, гомосексуалисты и прочие „представители партий и движений“». По мнению Тони Хэлпин из The Times, хотя демонстранты и едины в стремлении настоять на справедливых выборах, они не имеют общего мнения относительно того, как должно называться это движение.

Самим организаторам уличных акций — Немцову, Каспарову, Касьянову — граждане не доверяют, их рейтинг не превышает статистической погрешности, а открытое недоверие им выражают 58 процентов россиян. Алексей Навальный популярен лишь среди крайне немногочисленной в стране интернет-аудитории. Таким образом, делает вывод «Российская газета», влияние внесистемной оппозиции на митинги сильно преувеличено и к президентским выборам достигнет минимума. Оппозиция крайне деморализована, не имеет харизматичных лидеров и не способна идти дальше декларативных заявлений. По словам вице-президента независимого фонда «Центр политических технологий» Сергея Михеева, протестные настроения используются политиками либерального толка в корыстных целях. Несмотря на то, что в митингах участвуют коммунисты, социалисты и националисты, либералы-западники представляют происходящее как «перестройку № 2». И это несмотря на то, что выборы 4 декабря показали полную несостоятельность в России либерального проекта. Частично протесты вызваны тем, что средства массовой информации готовили население к неуспеху «Единой России» полтора года, проводилась кампания по критике власти и дискредитации партии власти.
The Washington Post отметила, что на митинг 24 декабря 2011 года вышли очень разные люди. Но в то же время это и слабая и сильная сторона движения. Газета привела несколько мнений людей из толпы и отметила, что большинство из них раньше никогда не интересовались политикой. Также издание отметило, что обещанная Дмитрием Медведевым реформа политической системы — это «важная победа» митинга на Болотной. La Repubblica также это отметила, написав: «Это самая разнообразная толпа, в которой есть представители мелкой буржуазии, экологи, национал-патриоты, коммунисты, проевропейские демократы, автомобилисты, выступающие против наглости правительственных автомобилей, защитники архитектурного наследия города и прав человека». Юлия Йоффе из Foreign Policy отметила, что если на Болотную вышла в основном молодёжь, то на проспекте Сахарова было «намного более пёстрое сборище». New Yorker заметил, что «протест был скорее фестивалем классического русского остроумия, чем чем-либо ещё», приведя примеры плакатов протестующих. Le Figaro указало на популярный в России вопрос отсутствия альтернативы Владимиру Путину. «Кредо „нет альтернативы“ — это оплот путинской крепости. Но на улицах стали верить в обратное», — пишет газета. Time со ссылкой на источники в «Единой России» пишет, что власти намерены создать новые марионеточные партии для того, чтобы отвлечь оппозицию. При этом их будет возглавлять «старая лояльная Путину гвардия». С этим согласна и The Independent. Также Time пишет о том, почему протесты в России отличаются от Арабской весны. Die Welt заметила, что «Дети перестройки не хотят нового Брежнева». The Wall Street Journal по поводу протестов заметила: «Это больше похоже на уличную вечеринку, чем на революцию». Однако Le Soir и La Stampa пишут о том, что в России возможна новая революция. В целом СМИ стали осторожнее в своих высказываниях и прогнозах.
В связи с тем, что в России протестная волна не спала с декабря по февраль, аналитики несколько охладели к протестам. Материалы стали менее подробными. Тони Хэлпин из The Times отметил, что судьба нового срока Путина стала решаться на митингах на улицах Москвы. Бенджамин Биддер и Анастасия Оффенберг из Der Spiegel отметили, что несмотря на суровый мороз тысячи протестующих вышли на улицы городов 4 февраля. Эллен Барри из The New York Times заметила, что Антиоранжевый митинг стал результатом работы властей: «В этот раз российская власть подготовилась, организовав одновременный и тоже многочисленный митинг в защиту мистера Путина». В The New York Times, как и ранее в Der Spiegel, отметили слова Кургиняна о том, что протесты в России результат назначения нового посла США. El Pais сокрушается, что у оппозиции за время протестов так и не появился лидер. Аллан Куллисон из The Wall Street Journal замечает, что Кремль в борьбе с протестующими активно разыгрывает образ внешнего врага, в частности Америки. Линн Берри из Time рассказывает об Екатерине, сотруднице почты, которую заставили прийти на пропутинский митинг. Юлия Йоффе в The New Yorker пишет: «Там были, как и ожидалось, люди, которым заплатили за участие; люди, которые пришли „по инициативе“ своих работодателей; люди, которые плохо говорят по-русски; и люди, которые были не совсем трезвы. Но там было и много людей, действительно поддерживающих Путина — потому, что они не видят ему альтернативы, или потому, что он им правда нравится». Однако по большей части данный митинг кажется ей фальшивым. Отвечая таким образом на протест власть только дискредитирует себя. Та же Йоффе в Foreign Policy удивляется «апокалиптическим» образам в речах с Поклонной горы (например, высказыванию Максима Шевченко о том, что оппозиция хочет утопить страну в крови), ведь протестующие настроены исключительно мирно. По её мнению, это указывает на то, что власть боится и не понимает оппозиционеров. Шон Уолкер из The Independent заметил, что атмосфера на антипутинском митинге была намного более спонтанной, чем на Поклонной горе, и плакаты были в основном нарисованы самими участниками — в то время как на провластной акции власти и плакаты участникам централизованно раздавали. La Repubblica, Il Giornale, Le Figaro, The Guardian, The Daily Telegraph, Fatto Quotidiano вообще не заметили провластные уличные акции. А Corriere della Sera назвала протестующих «народом Навального».
Несмотря на то, что «Марш миллионов» 6 мая закончился массовыми беспорядками и столкновениями с полицией, мировые информагентства довольно вяло среагировали на данные события. Отчасти из-за того, что проходили президентские выборы во Франции и парламентские в Греции, отчасти из-за того, что протестное движение не стихает в России несколько месяцев и оно стало уже довольно привычным. The Independent отметила, что демонстранты решились на силовое сопротивление власти, при этом они состояли из пёстрой группы леваков, националистов и демократов. Столкновения произошли в тот момент, когда все, и в первую очередь сами участники протестного движения, ощутили, что «из-за осознания неизбежности возвращения Путина боевой настрой улетучился». «Однако вчерашние события заставят Кремль задуматься», — предрекает издание. The Guardian сочла данные события самыми жёсткими столкновениями между ОМОНом и демонстрантами с момента прихода Путина к власти. The New York Times полагает, что беспорядки прошли в критический момент российского протестного движения, так как интерес к митингам стал падать, а участники оппозиции начали жаловаться на разобщённость и отсутствие чётких целей. Corriere della Sera сетует, что оппозиция так и не выставила лидеров, способных тягаться с Владимиром Путиным. Однако, она отмечает, что несмотря на существующие проблемы, оппозиция в ближайшее время ещё доставит [властям] неприятности. La Repubblica считает, что протестное движение в России стало необратимым, россиян не устраивают масштаб и глубина реформ, которые проводят власти страны. Libération, ссылаясь на эксперта Карнеги-центра Марию Липман, пишет, что в России сформировалась некая прослойка людей, для которой важна борьба как таковая, вне зависимости от того, кто находится у власти. The Wall Street Journal предполагает, что с приходом Путина на новый шестилетний срок власти ужесточают политику в отношении оппозиции. Однако, по мнению The Washington Post беспорядки продемонстрировали, что, несмотря на мартовскую победу Путина, оппозиция не собирается сдаваться и уходить. В связи с этим издание задаётся вопросом: «К чему прийти может ситуация?»

### Реакция руководства страны и политиков
Президент Дмитрий Медведев заявил, что он не согласен с лозунгами митинга на Болотной площади в Москве и других акций протеста, прошедших 10 декабря во многих городах России. Позднее он назвал митинги «пеной», однако сказал, что необходимо реформировать политическую систему:
У нас, очевидно, будет новая стадия развития политической системы. И на это не надо закрывать глаза, она началась уже. И началась она не в результате каких-то митингов, это лишь внешне, пена, если хотите, это проявление человеческого недовольства. А началась она, потому, что старая модель, которая верой и правдой служила нашему государству в последние годы, неплохо служила, и мы все её защищали — она себя во многом исчерпала. И поэтому мы как ответственная сила, как сила, которая сегодня взяла на себя бразды правления, должны первые об этом сказать. Модель нужно менять, и только в этом случае у нашей страны будет динамичное развитие.
15 декабря 2011 года во время прямой телевизионной трансляции «Разговор с Владимиром Путиным. Продолжение» премьер-министр Владимир Путин ответил на вопросы о протестных митингах. Он в частности сказал: «Там были разные люди, и я радовался тому, что увидел свежие, интеллигентные, здоровые, энергичные лица людей, которые активно высказывают свою позицию. Ещё раз могу повторить, что, если это результат путинского режима, меня это радует, радует, что появляются такие люди».
Вместе с тем Путин заявил, что некоторые люди, вышедшие на митинг, делали это за деньги, а символ протеста — белую ленточку — он сравнил со средствами контрацепции: «Если говорить откровенно, я, когда увидел на экране что-то такое у некоторых на груди, честно вам скажу, неприлично, но, тем не менее, я решил, что это пропаганда борьбы со СПИДом, что это такие, пардон, контрацептивы повесили. Думаю, зачем развернули только, непонятно. Но потом присмотрелся — вроде нет. Но, в принципе, первая мысль была такая, что, хорошо, борются за здоровый образ жизни».

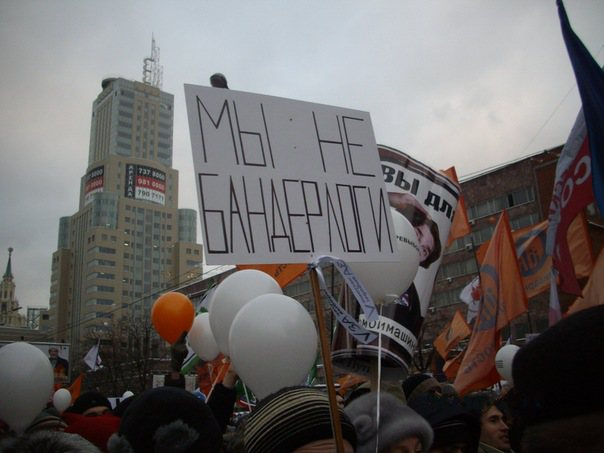
Ответ митингующих на проспекте Сахарова 24 декабря

Также, В. В. Путин, говоря об оппозиционно настроенных гражданах, которые, по его оценкам, «действуют в интересах иностранного государства и на иностранные деньги», процитировал фразу «Идите ко мне, бандерлоги». Упоминание бандерлогов сделало это слово в последующие недели одним из наиболее обсуждаемых в российских СМИ и блогосфере. Противостояние «удава Пуу» и негативно настроенных по отношению к нему бандерлогов было обыграно в выпуске проекта «Гражданин поэт» от 19 декабря. В ходе подготовки митинга «За честные выборы» 24 декабря в Москве и других городах, а также на самом митинге слово «бандерлог» неоднократно упоминалось как оскорбительное для его участников. В конце года журнал «Большой город» включил слово «бандерлог» в итоговый список слов, которые появились или получили новые значения в 2011 году.
13 декабря 2011 г. на встрече лидеров парламентских партий с Президентом Д. Медведевым лидер фракции ЛДПР в Госдуме Игорь Лебедев заявил, что «волнения на Болотной площади» — происки американских спецслужб. Также Игорь Лебедев заявил, что на этой встрече лидер КПРФ Г. Зюганов якобы назвал митинг на Болотной площади «оранжевой проказой». Член президиума КПРФ Обухов опроверг утверждения И. Лебедева, сообщив, что сказанная Зюгановым фраза была вырвана из контекста и относилась не к участникам митинга (среди которых были и представители КПРФ), а к некоторым из выступавших — таким как Немцов и Касьянов. По словам Геннадия Зюганова, он «всей душой с теми, кто нашёл в себе мужество и вышел на митинг сказать „нет“ этой власти».
В интервью газете «Известия» 22 декабря зам. главы Администрации Президента В. Ю. Сурков выразил своё мнение по этому поводу:

— Многие усматривают в уличных акциях протеста признаки «оранжевой революции». Так ли это и что с этим делать власти? Вы как идеолог охранительства должны быть обеспокоены.
— Что есть желающие конвертировать протест в цветную революцию — это точно. Они действуют буквально по книжкам Шарпа и новейшим революционным методикам. Настолько буквально, что даже скучно. Хочется посоветовать этим господам хоть немного отклониться от инструкции, пофантазировать.
Но дело не в этих жуликах. Дело в абсолютной реальности и естественности протеста. Лучшая часть нашего общества, или, вернее, наиболее продуктивная его часть требует уважения к себе.

Генеральный прокурор РФ Юрий Чайка выразил мнение, что митинги в декабре 2011 года оплачены из-за рубежа. Журналисты поинтересовались у Юрия Чайки, на каких фактах прокурор базирует свои слова.
Депутат Госдумы от «Единой России» Ирина Яровая назвала протестное движение «фарсом хамелеонов», «протестом ради протеста», заявила, что на митинги выходят «люди с недобрыми намерениями».
Хиллари Клинтон заявила, что власти США не санкционировали и не провоцировали массовые протесты в России.
Глава Чечни Рамзан Кадыров 23 января 2012 года заявил, что организаторы митингов протеста — это «враги России» и «если бы моя воля была, я бы посадил тех людей, которые организуют эти митинги».
3 февраля 2012 года в Интернете появилось видеообращение эмира (амира) виртуального государства Кавказский Эмират (Имарат Кавказ) Доку Умарова, в котором он заявил, что отдал приказ своим подчинённым избегать атак на гражданские цели в России в связи с тем, что «в стране начались процессы гражданского протеста, и население более не приемлет политики Путина».
6 февраля премьер-министр Владимир Путин заявил, что в России нет людей, сидящих «по политическим соображениям». Премьер-министр признал, что некоторых политических активистов арестовывали на 15 суток, но они уже давно на свободе. Он сказал: «Я не очень понимаю, что понимается под политической амнистией. У нас, по-моему, политических заключённых нет, и слава богу. Хотя об этом и говорят, не называя фамилий. Хотя бы показали хоть одного человека, кто сидит по политическим соображениям».
Портал «IzRus», анализируя выступление Путина в феврале 2012 года отмечал, что он пытается представить протестные акции в России как очередное проявление вмешательства Запада во внутренние дела других государств, с применением методов, усовершенствованных во время «арабской весны».
В книге «Вся кремлёвская рать» Михаила Зыгаря была высказана конспирологическая мысль, что у Владимира Путина возникло подозрение, что к протестам причастен действующий на тот момент президент РФ Дмитрий Медведев, его пресс-секретарь Наталья Тимакова и заместитель главы Администрации президента Владислав Сурков. В качестве доказательства в книге приводится реакция перечисленных людей на протесты, инсайдерские разговоры и их отставки со своих постов.

### Результаты социологических опросов
Согласно социологическому опросу ВЦИОМ, проведённому в марте 2012 года, об акциях протеста, проходивших под лозунгом «За честные выборы», слышало около 30 % опрошенных россиян, в то время как о митингах, проходивших в поддержку Владимира Путина — 60 %, о митингах без их политической направленности — 17 % респондентов. Митинги «За честные выборы» одобряют только 22 % опрошенных, большинство относится к ним безразлично, часть — с опасением, возмущением или тревогой, или же они разочаровались в них.
Исследование, проведённое двумя исследовательскими центрами (Фонд социальных исследований, Самара и Центр изучения социальных процессов Леонида Кесельмана, Санкт-Петербург), опубликованное Левада-центром, показало, что 46 % москвичей поддерживают митинги протеста, а 25 % против. 73 % одобряют требования митингующих наказать всех виновных в фальсификациях и 71 % — расследовать факты нарушений на выборах. Согласно опросу фонда «Общественное мнение», проведённому в середине декабря, по всей России требование отменить итоги выборов и провести повторное честное голосование поддерживают 26 % россиян, 40 % — не поддерживают требования переизбрать парламент, но при этом только лишь 6 % опрошенных полагают, что выборы прошли без обмана.
В новостном издании NEWSru.com заявлялось, что по оценкам некоторых социологов участие в митинге 24 декабря в Москве было не менее почётно и престижно, чем в начале 1920-х годов — участие в первом коммунистическом субботнике и личном прикосновении к бревну Ленина. Согласно опросу, накануне митинга об участии в нём заявило не менее 150 тысяч москвичей.
По данным социологического опроса ВЦИОМ от 29 мая 33 % опрошенных безразлично относятся к массовым акциям внесистемной оппозиции, ещё 15 % поддерживают протест, но на митинги не пойдут и 7 % россиян готовы выйти на площадь. Последовательными противниками массовых акций выступили 14 % опрошенных, заявив, что подобные выступления следует прекращать, ещё 26 % не поддерживают требования митингующих, но считают, что те имеют право на проведение митингов.
Июньский социологический опрос Левада-Центра показал, что две трети россиян уверены, что масштабные протесты продолжатся, и властям следует начать диалог с протестующими. При этом по данным опроса лишь 14 % россиян ожидают снижения протестной активности. По данным опроса, 46 % считают действия силовиков 6 мая «слишком жестокими», 34 % «адекватными» и 4 % «слишком мягкими». При этом 70 % знают о силовом разгоне на Болотной набережной. Против принятия ужесточающих поправок в закон о митингах высказались 64 %.

## В культуре

### Художественный фильм
- «Смуthи в портрете ин100грамма»

### Документальный фильм
- «Срок»

### Документальный репортаж
- Разгром после Болотной: как в 2011 году Россия упустила шанс на перемены и кому мстит Путин — телеканал Дождь (2021 г)[388].

### Музыка
- Элизиум — Злое сердце
- Lumen — Не простил